# Comtat de Flandes
|  | Aquest article tracta sobre un comtat de les Disset Províncies. Vegeu-ne altres significats a «Flandes (desambiguació)». |

El Comtat de Flandes té el seu origen al segle ix, com a feu del rei de França, en un territori comprès entre el riu Escalda i el riu Authie. Les fronteres van anar-se modificant fins a la seva supressió el 1795, en època de la revolució francesa. Des del segle xi el comtat va adquirir possessions a la ribera dreta de l'Escalda, feudatàries del Sacre Imperi Romanogermànic, que es coneixien com a "Flandes Imperial" (Rijks-Vlaanderen).
Bruges i Gant n'eren les capitals històriques, Lilla era la capital de la Flandria Gallica, la Flandes de parla francesa. Després de guerres successives, el comtat va perdre més d'un terç del territori a mans dels reis de França. L'actual Flandes francès, part dels departaments del Nord i del Pas de Calais, no coincideix gaire amb la Flandria Gallica ja que inclou una part de parla neerlandesa, ara reduïda al Westhoek. Els «Quatre membres de Flandes»: Bruges, Gant, Ieper i el Franconat de Bruges formaven els Estats provincials i hi tenien un representant cadascun. A diferència de moltes altres províncies medievals, al comtat de Flandes els dos altres estaments (noblesa i clergat) no tenien seient als Estats.

## Uns comtes
El rei de França va donar Flandes Reial al primer comte Balduí I de Flandes anomenat «amb el braç de ferro» des de l'any 862. Volia crear així un para-xocs entre el seu regne i els invasors del Nord o els Vikings. El comtat va conèixer un primer auge al segle XII sota el comte Felip d'Alsàcia quan la indústria de la llana floria. Molts mercats coberts (lakenhalle) i torres de vila (belforts) es varen construir en aquesta època.
L'any 1278 amb l'adveniment del comte Guiu de Dampierre el comtat passà a la casa de Dampierre. Després del casament de Margareta de Male amb Felip II de Borgonya, dit Felip l'Atrevit el 1369, passà sota la dominació de la casa de Valois, mestres del Ducat de Borgonya.
Quan Maria de Borgonya morí el 1482 el comtat passà a son espòs Maximilià d'Àustria de la família dels Habsburg. Son fill, Felip I de Castella, anomenat també Felip el Bell va esdevenir comte, i el comtat feia part de les Disset Províncies reunit amb el ducat de Borgonya. D'aquest temps data la denominació «països baixos» (encara no era un nom d'un estat) en contrast amb els «països alts» de Borgonya. Les Disset Províncies van esdevenir una unió personal: el sobirà era al mateix temps comte de Flandes, duc de Brabant, comte d'Holanda, etcètera.

## El protestantisme i l'escissió dels Països Baixos
L'adveniment del protestantisme, començat a Steenvoorde el 1566, va ser l'inici de la Guerra dels Vuitanta Anys i dugué finalment a l'escissió de les Disset Províncies, amb la creació de la República de les Set Províncies Unides. Aquestes set van formar el nucli del futur regne dels Països Baixos del nord. Molts intel·lectuals, empresaris i artistes flamencs van fugir a les províncies del nord més tolerants i obertes al món que la teocràcia de la casa de Castella, la qual conduïa un persecució ferotge, amb l'ajut de la Inquisició, de tots aquells que tenien idees diferents de l'ortodòxia. Aquest moviment massiu d'emigració va ser l'inici d'un període negre de pobresa i de decadència. Amb l'extinció de la branca castellana dels Habsburg, Flandes va tornar als austríacs.

## La fi d'un comtat gairebé mil·lenari
Mentrestant, els reis de França, que somiaven fronteres naturals, empenyien a la frontera sud del comtat, fins que la delimitació definitiva es va fixar el 1678 amb el tractat de Nimega. La República de les Set Províncies Unides va ocupar la riba esquerra de l'estuari de l'Escalda. Aquesta part, el Flandes Zelandès, va esdevenir una Terra de la Generalitat. El 1795, França va envair i annexar tot el comtat, inclòs el Flandes Zelandès. Era la fi d'un comtat gairebé mil·lenari. Després de la desfeta de Napoleó a Waterloo, el territori amb les fronteres de 1678 va fer part del Regne Unit dels Països Baixos i des del 1830 del regne de Bèlgica, reconegut definitivament després del Tractat de Londres (1839).

## Genealogia
- Balduí I Braç de Ferro 861-879
  - Balduí II el Calb 879-918
    - Arnold I el Vell, 918-958 i 961-965
      - Balduí III el Jove 958-961
        - Arnold II el Jove 965-989
          - Balduí IV el Barbut 989-1028
            - Balduí V el Pietós 1028-1067
              - Robert I el Frisó 1071-1093
                - Robert II de Flandes, 1093-1111
                - Adela de Flandes, casada amb Carles I de Dinamarca, comtessa 1119-1127
                  - Carles el Bo 1119/1127[5]

              - Balduí VI, comte de Flandes (1067-1070) I d'Hainaut (1067-1070)
                - Arnold III el Desgraciat, comte de Flandes i Hainaut 1070-1071
                - Balduí II d'Hainaut 1070-1099
                  - Balduí III d'Hainaut 1099-1120
                    - Balduí IV d'Hainaut 1120-1171, casat amb Alix de Namur[6]
                      - Balduí V d'Hainaut 1171-1195 i I de Namur, 1189-1195, casat amb Margarita de Flandes

                  - Balduí VII de Flandes, 1111-1119

## Dinastia d'Alsàcia
- Teodoric d'Alsàcia, comte de Flandes 1128-1168
  - Felip I d'Alsàcia 1168-1191, casat amb Isabel de Vermandois i Valois
  - Margarita I de Flandes, comtessa 1191-1194, casada amb Balduí V d'Hainaut i I de Namur

## Flandes, Hainaut i Namur
- Margarita I de Flandes, casada amb Balduí V d'Hainaut i I de Namur
  - Balduí IX de Flandes (Balduí I emperador llatí), comte de Flandes i Hainaut 1195-1205, emperador 1204-1205
    - Joana de Flandes, comtessa de Flandes i Hainaut 1206-1244, casada amb Ferran de Portugal, i amb Tomàs de Savoia
    - Margarita II de Flandes, comtessa 1244-1280, casada amb Guillem de Dampierre
      - Guiu de Dampierre, comte 1280-1305 (associat 1255-1280) 
        - Robert III de Dampierre, comte 1305-1322
          - Lluís, comte de Nevers i Rethel
            - Lluís I de Flandes comte de Flandes i Hainaut i comte de Nevers i Rethel 1322-1346
              - Lluís II de Flandes, comte, 1346-1384 
                - Margarida III de Flandes (Margarita II d'Artois i Borgonya, comtessa també de Nevers i Rethel), comtessa 1384-1404, casada amb Felip II de Borgonya (Felip l'Agosserat) 1384-1404 (+1405)
                  - Joan I Sense Por, duc de Borgonya, comte d'Artois, comte de Borgonya, comte de Flandes, comte de Nevers (que va cedir al seu germà Felip II el 1384), comte de Rethel (que va cedir al seu fill Antoni el 1493), i altres títols, 1404-1419
                    - Felip III de Borgonya (va afegir nombrosos estats als Països Baixos), 1419-1467
                      - Carles el Temerari, duc de Borgonya, duc de Brabant, duc de Gueldre (1472-1477), duc de Limburg, duc de Lothier, duc de Luxemburg, comte de Zutphen (1472-1477), d'Artois, de Borgoña, del Charollais, de Flandes, d'Hainaut, d'Holanda, de Mâcon, i de Zelanda, i marqués de Namur 1467-1477
                        - Maria de Borgonya, casada amb Maximilià I d'Àustria, hereva de Carles el Temerari, 1477-1482
                          - Felip el Bell 1482-1506, casat amb Joana la Boja, reina de Castella, filla i hereva de Ferran el Catòlic i d'Isabel la Catòlica[7]

  - Enric I de Flandes, regent de Flandes (1195-1216) i emperador (1205-1216)
  - Felip I el Noble, comte de Namur 1195-1212
  - Violant de Namur, comtessa de Namur 1212-1216, casada amb Pere I de Courtenay > comtes de Namur

## Flandes contemporani
Avui Flandes és el nom de la regió autònoma de parla neerlandesa a Bèlgica de la qual només les províncies Flandes Occidental i Flandes Oriental eren parts del territori del comtat històric.

## Galeria de mapes històrics de la marca i comtat de Flandes

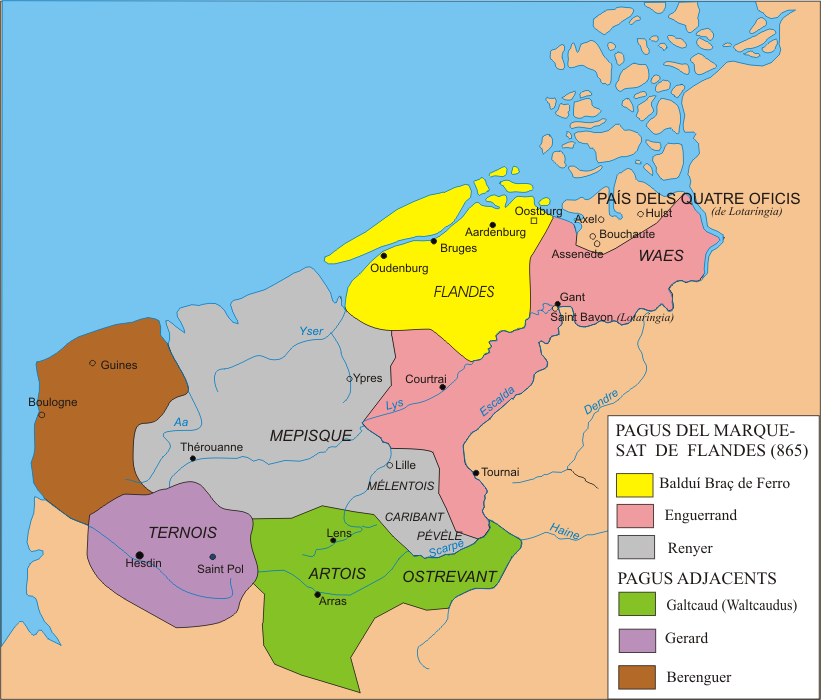
Flandes al segle ix
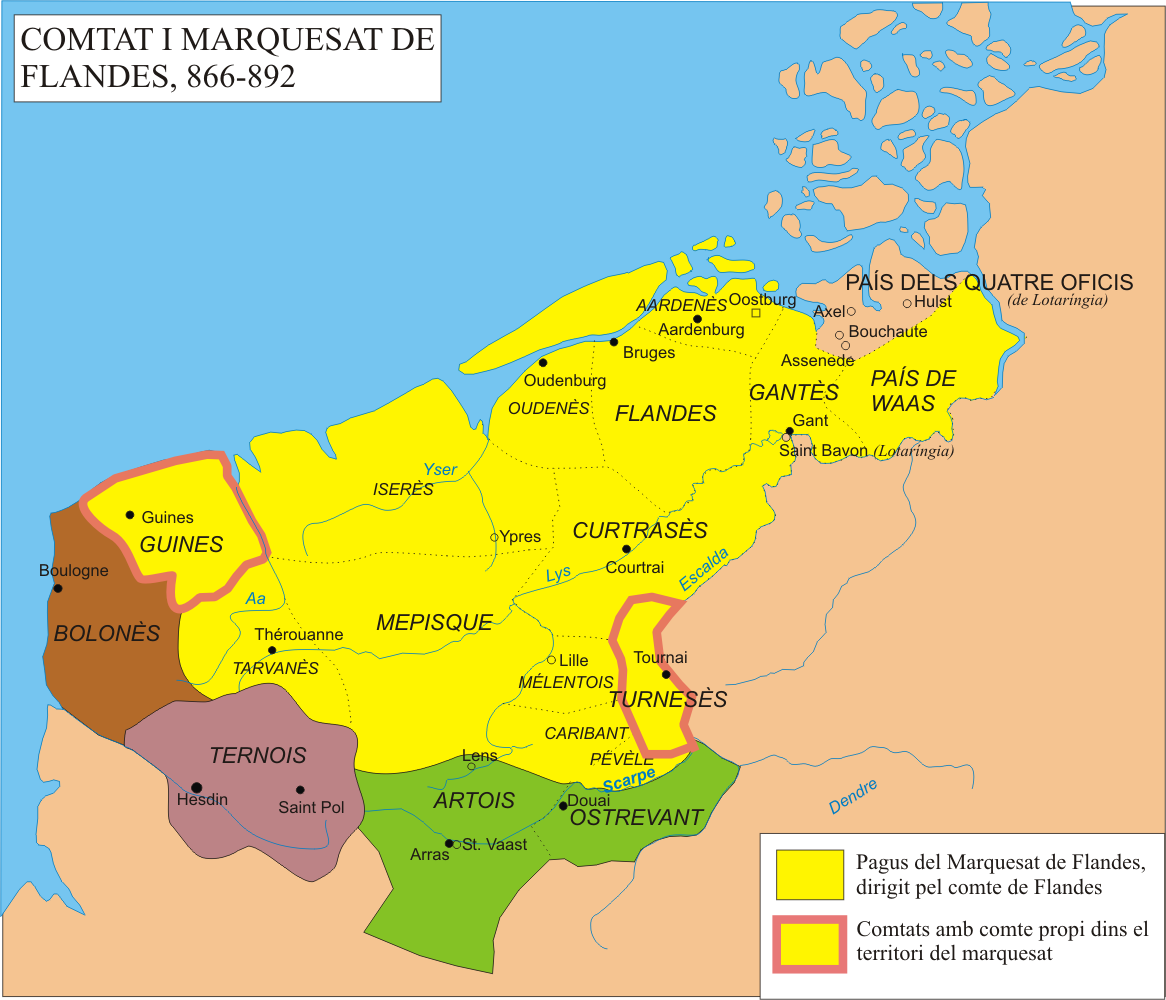
Marca de Flandes 866-892
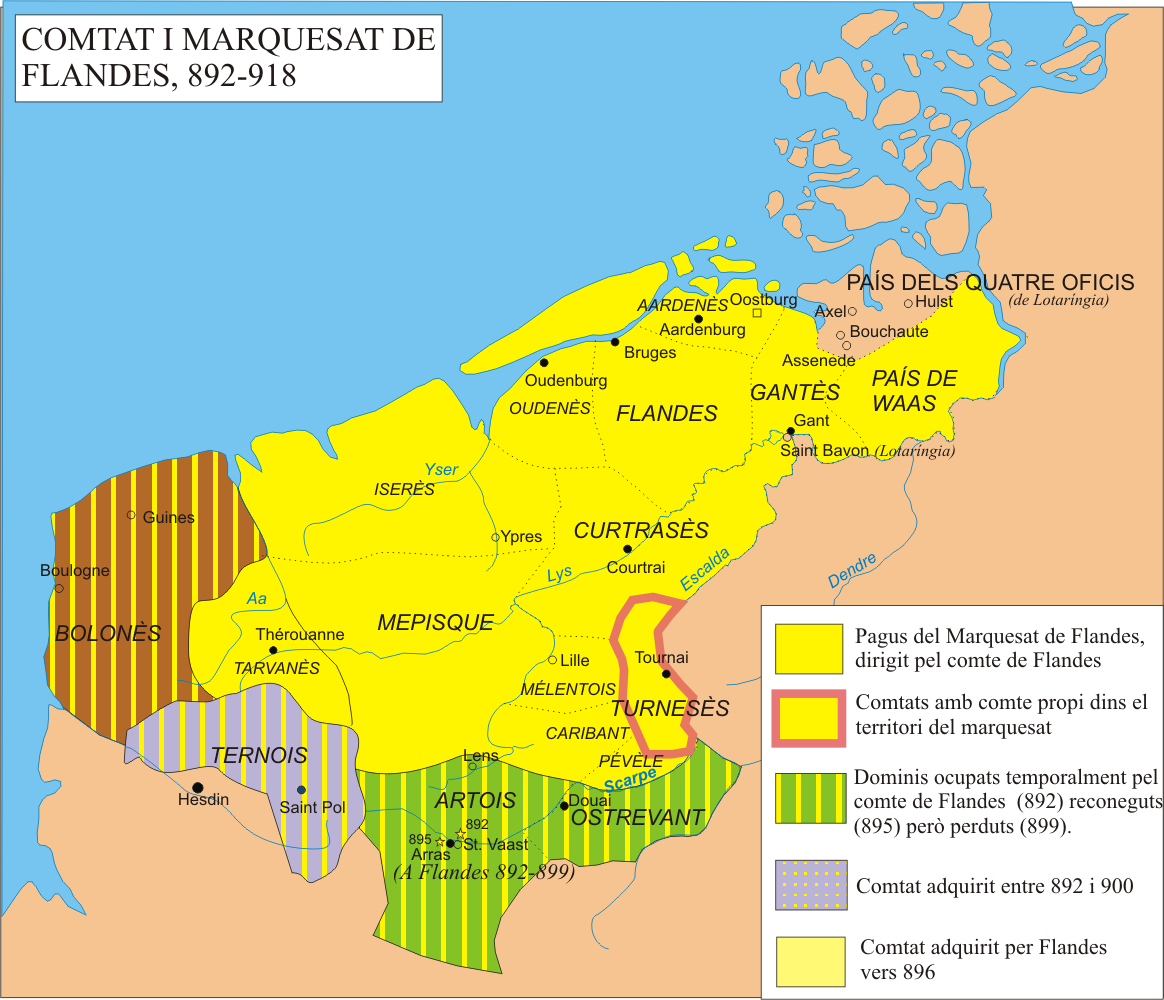
Marca de Flandes 892-918
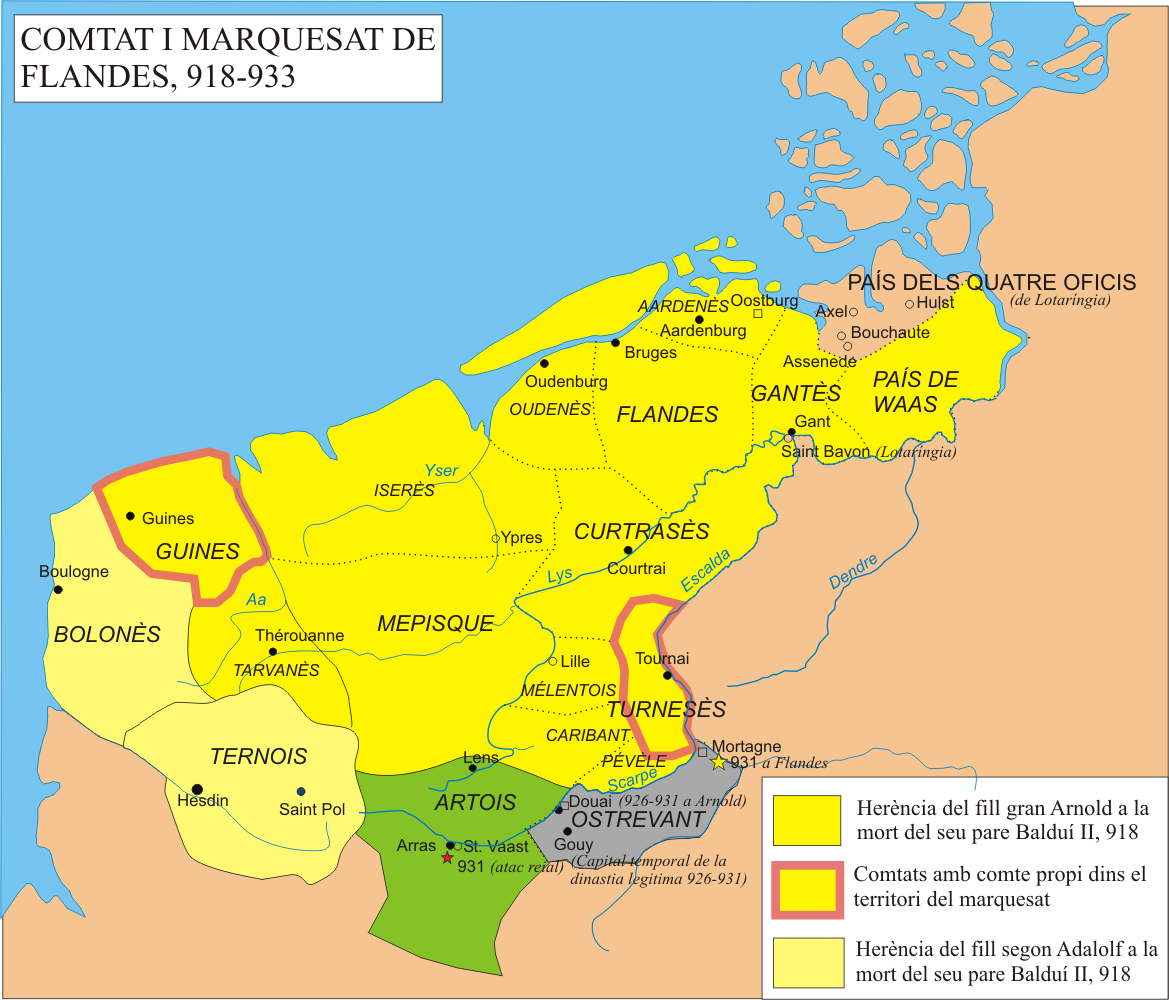
Marca de Flandes 918-933
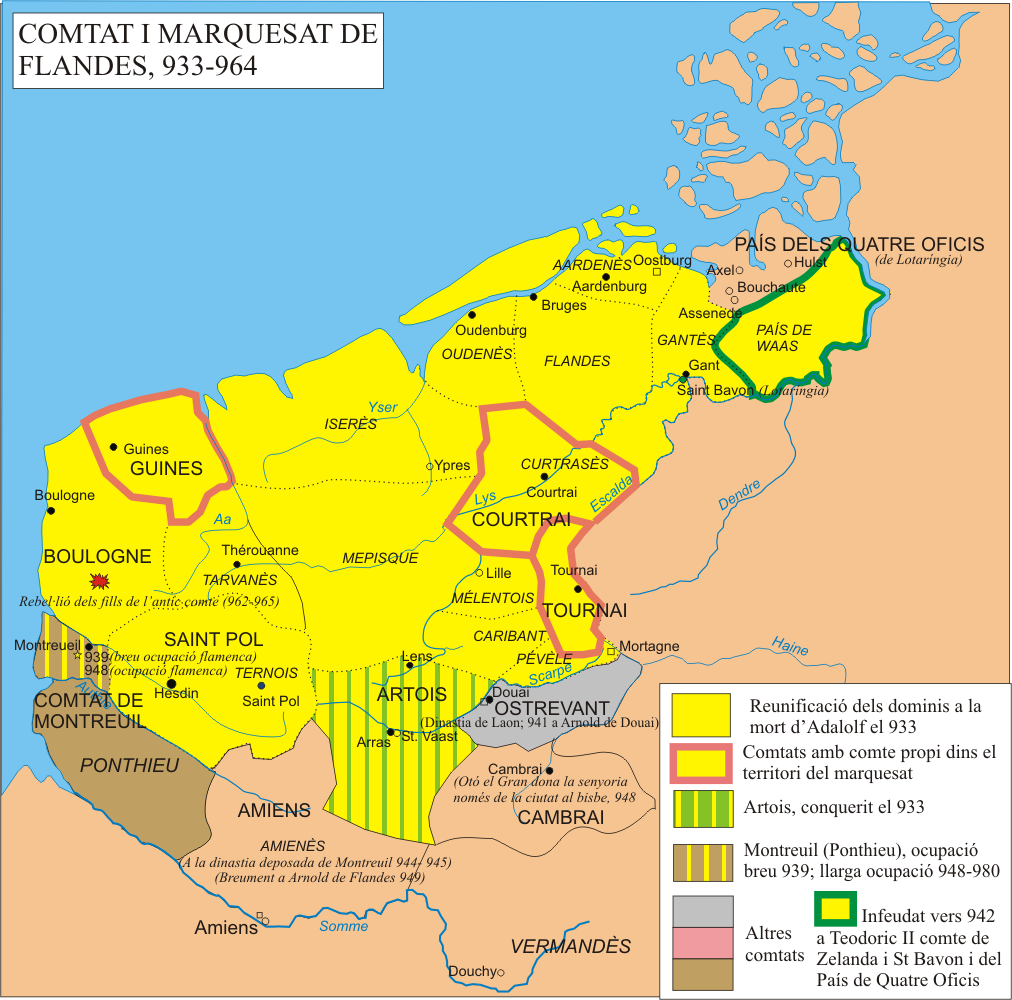
Marca de Flandes 933-964
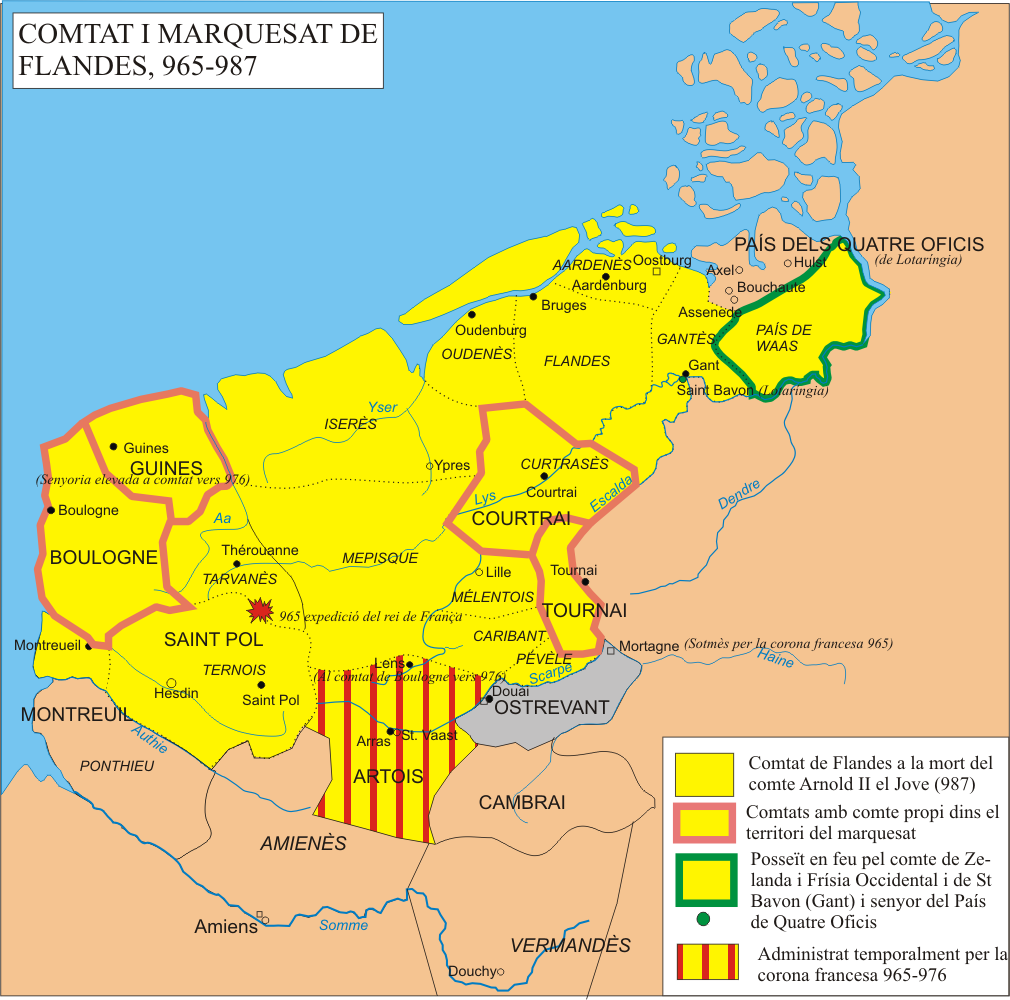
Marca de Flandes 964-965
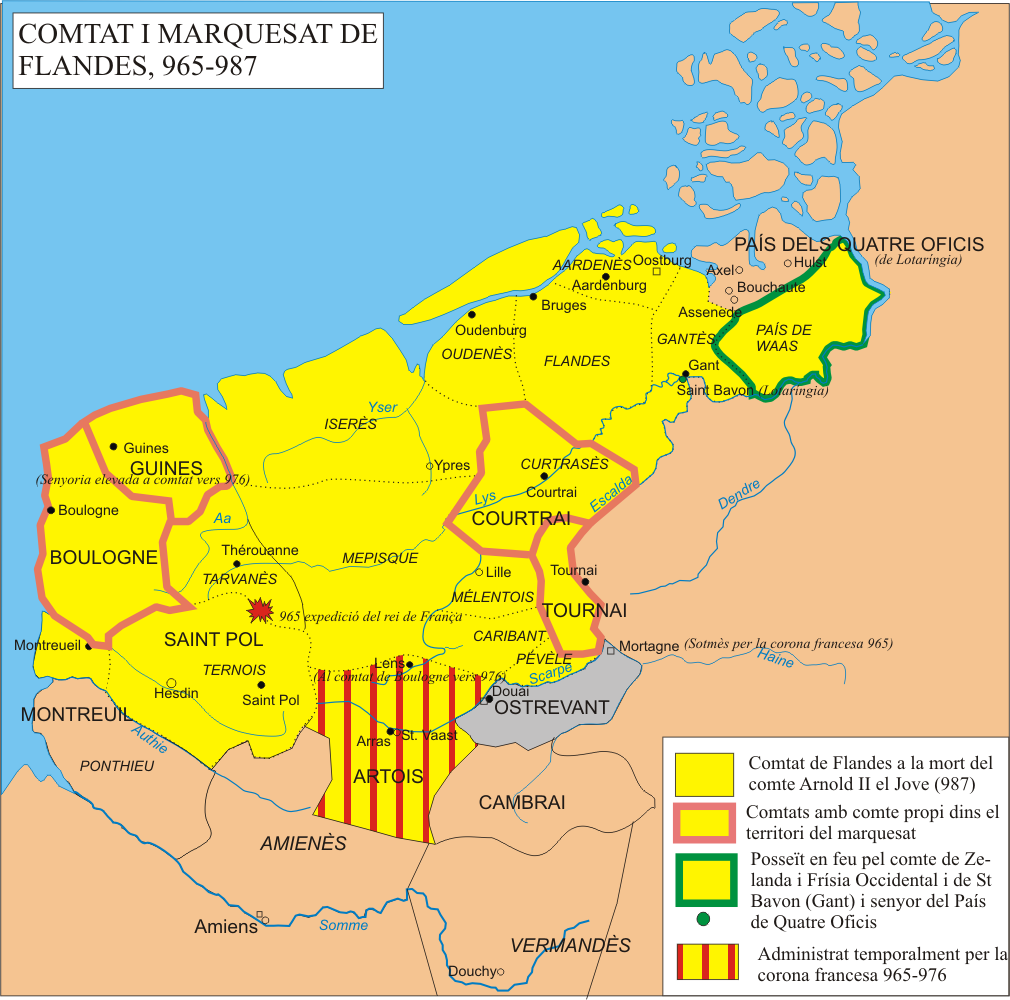
Marca de Flandes 965-987
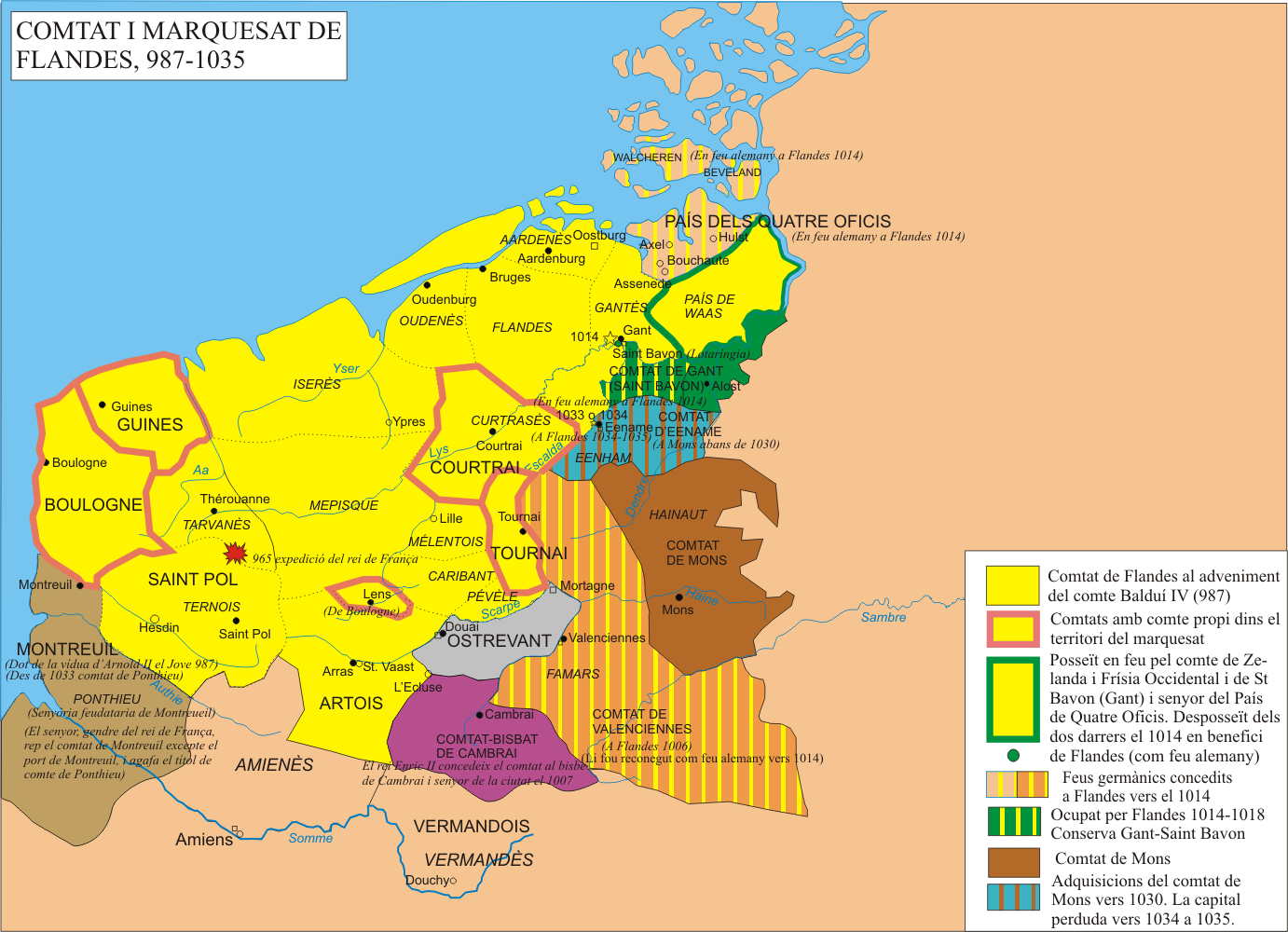
Marca de Flandes 987-1035
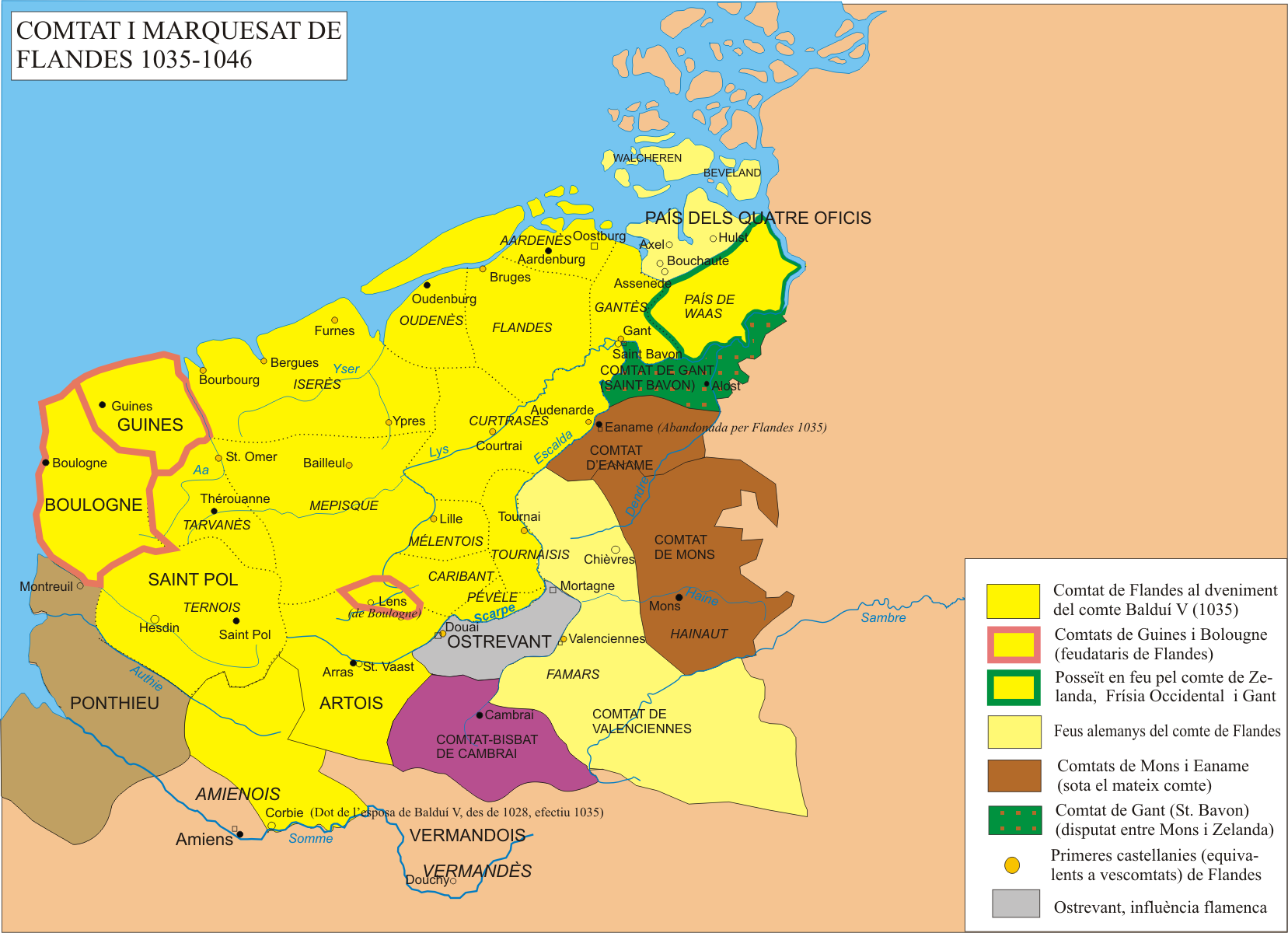
Marca de Flandes 1035-1046
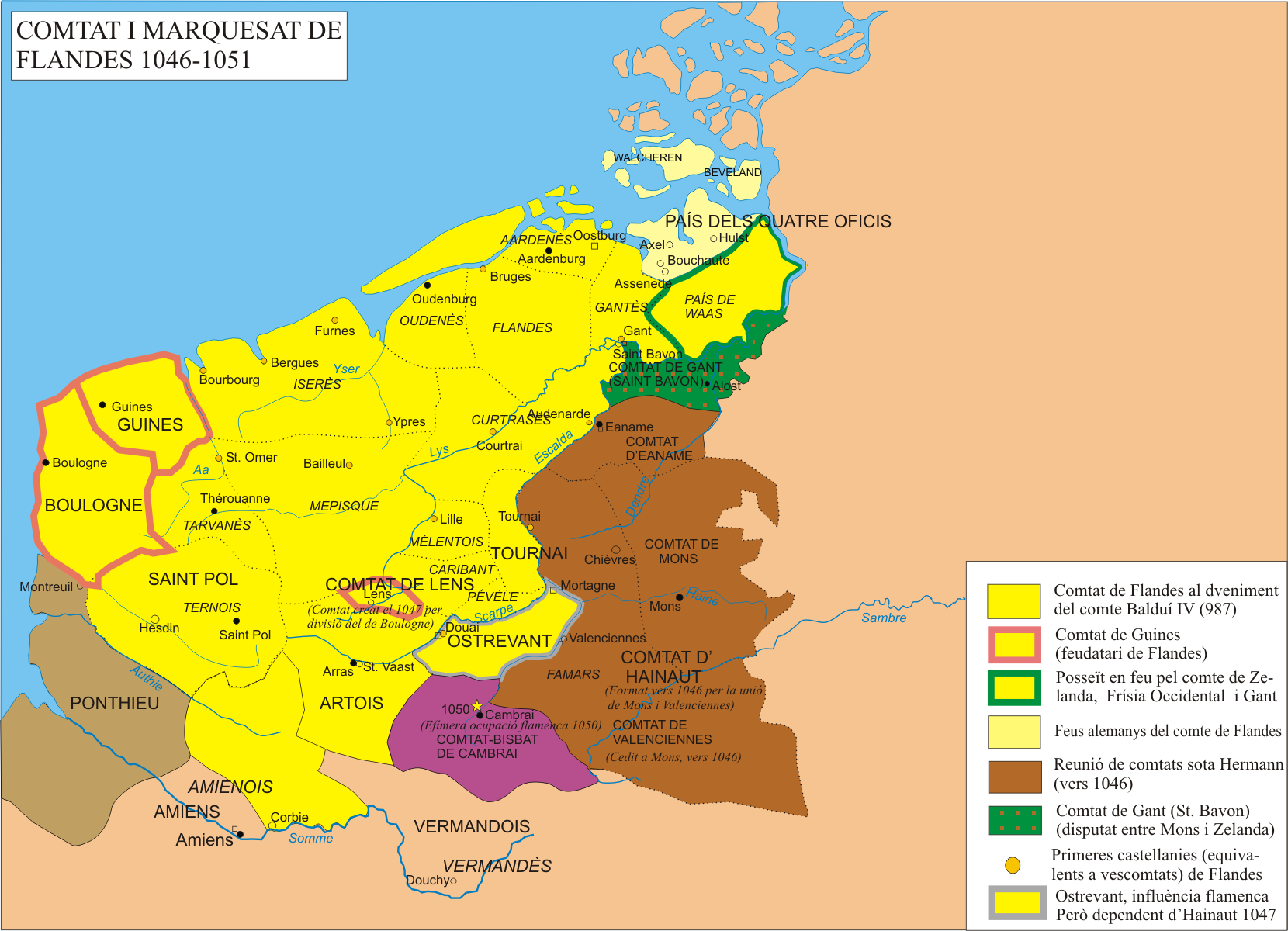
Marca de Flandes 1046-1053
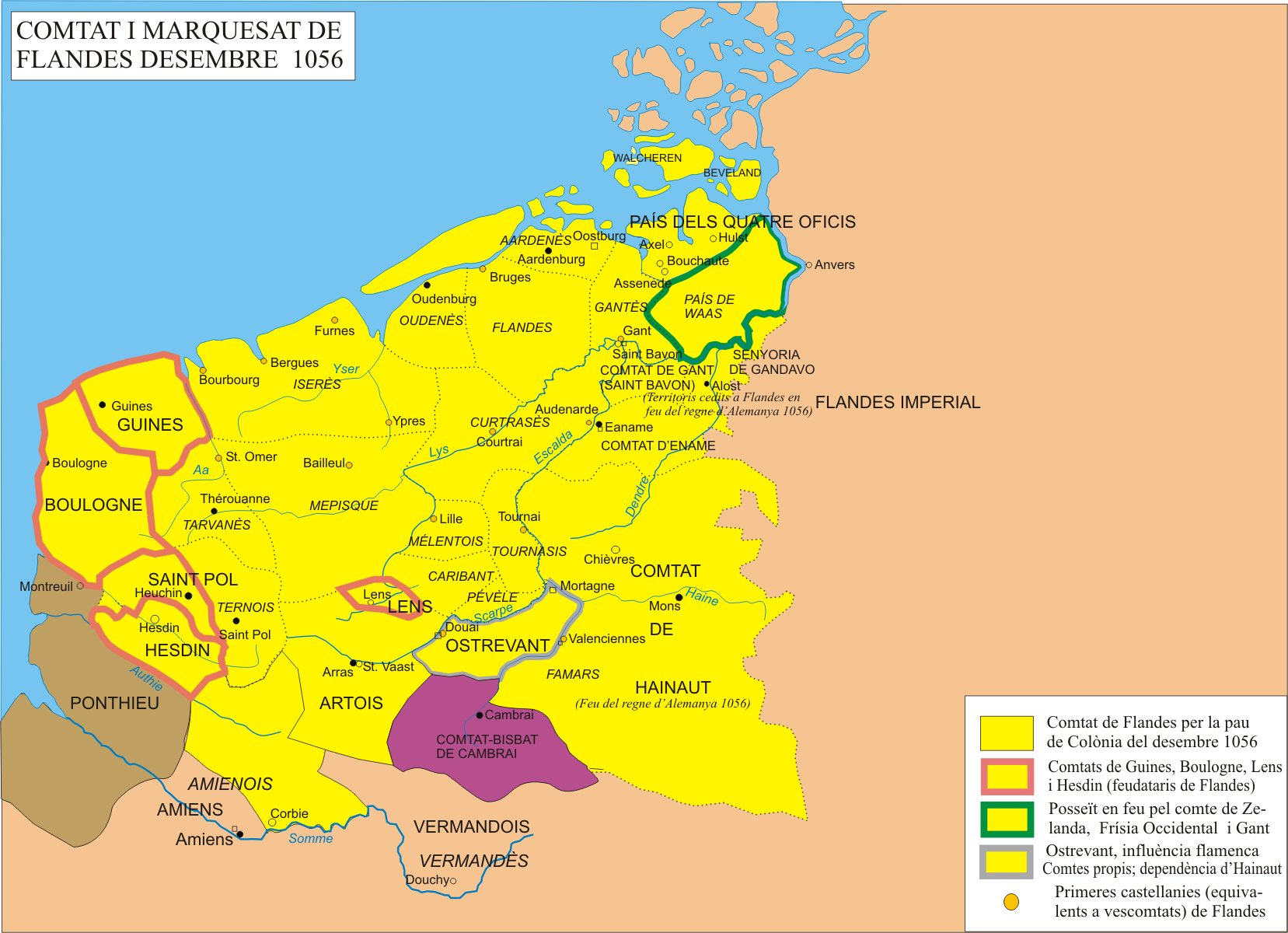
Marca de Flandes 1056
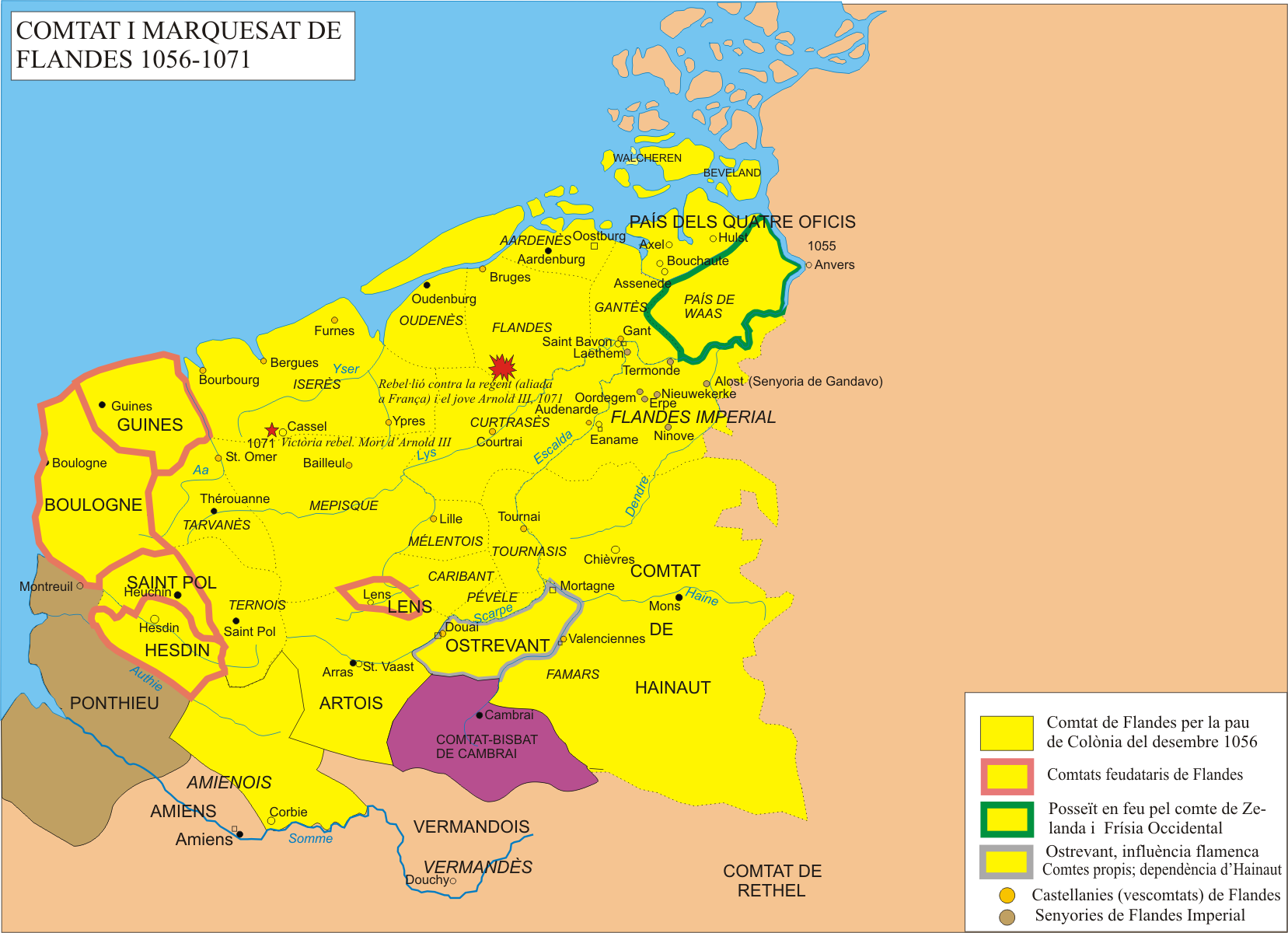
Marca de Flandes 1056-1071
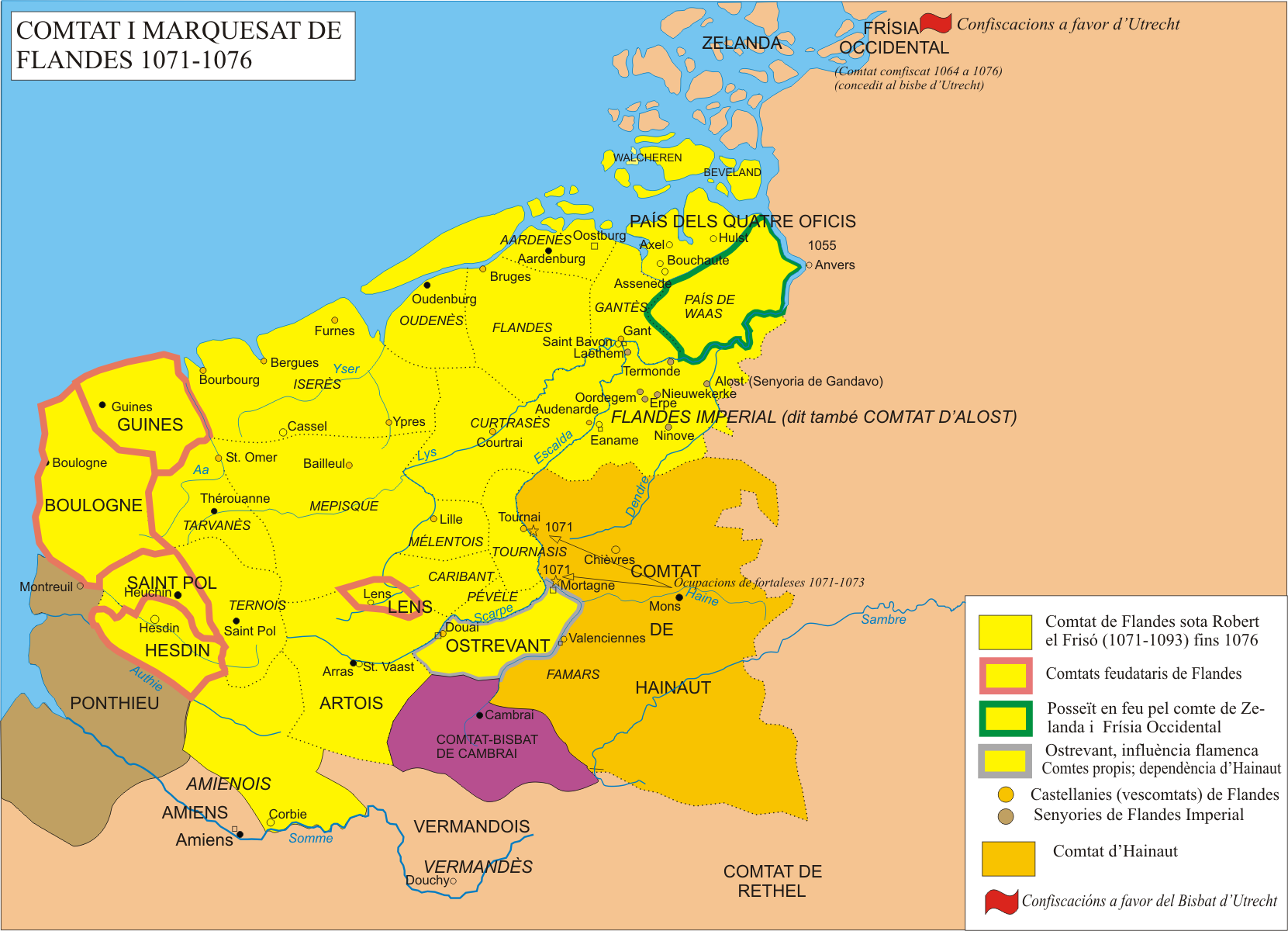
Marca de Flandes 1071-1076
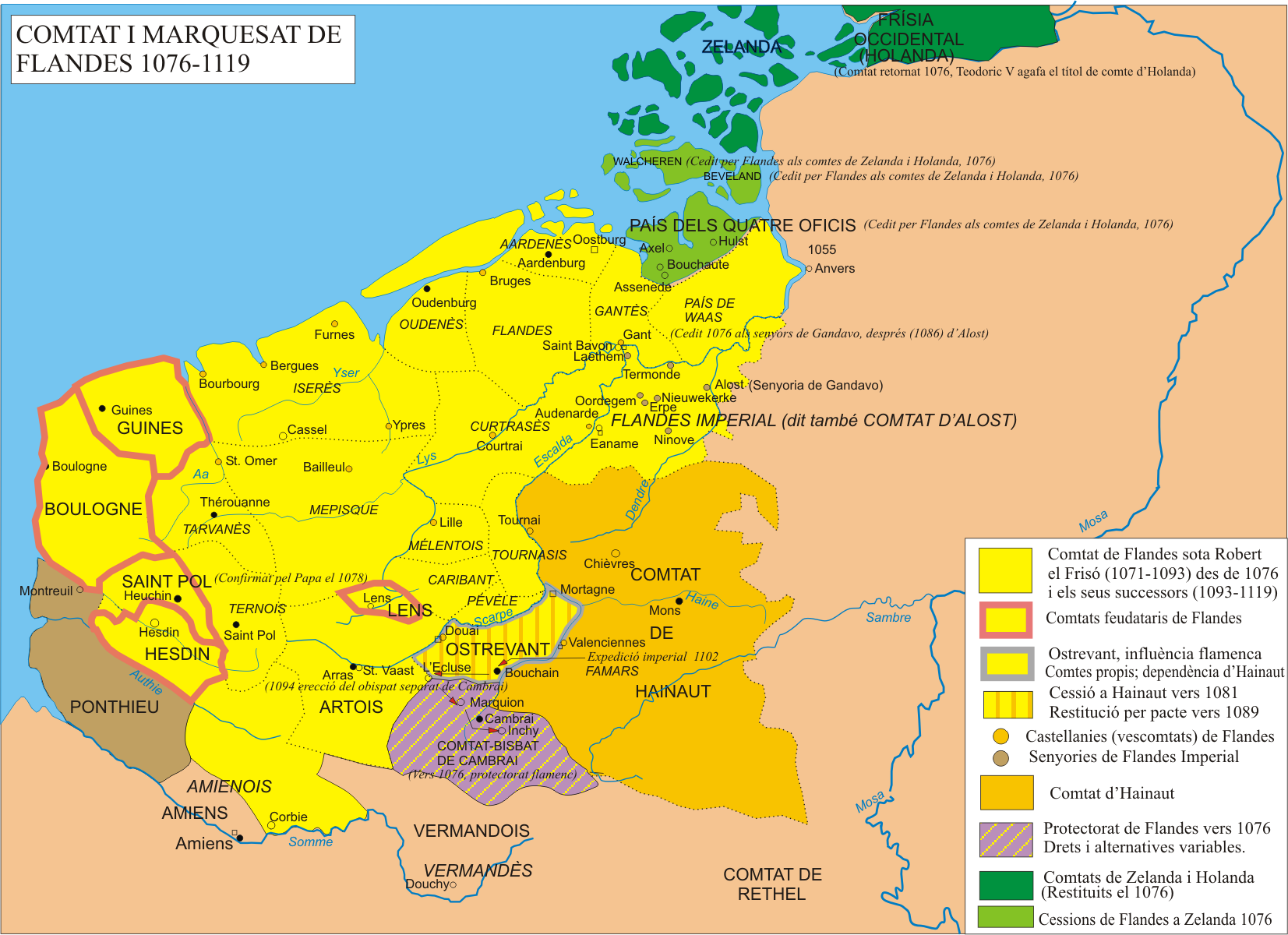
Marca de Flandes 1076-1119
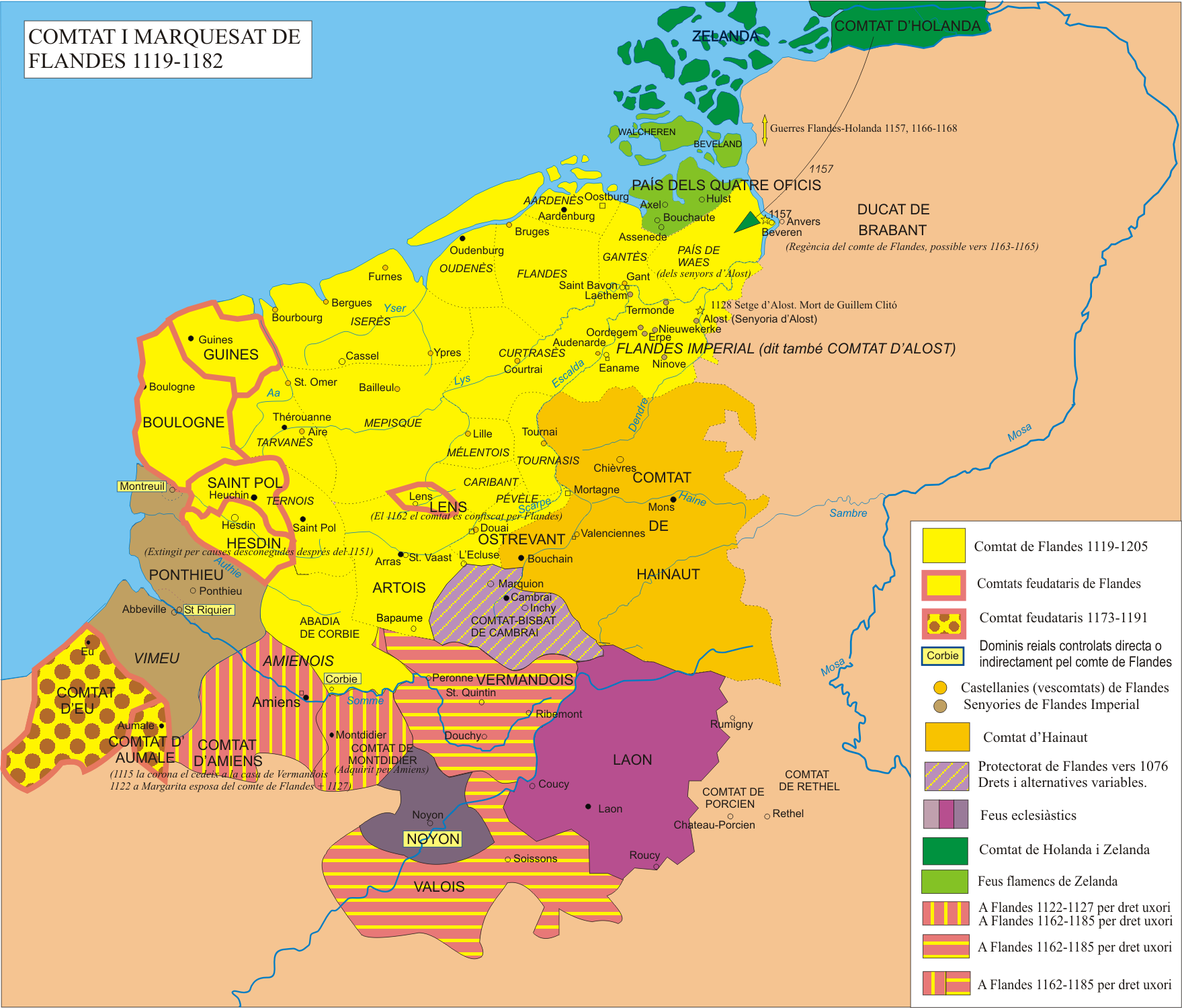
Flandes 1119-1182
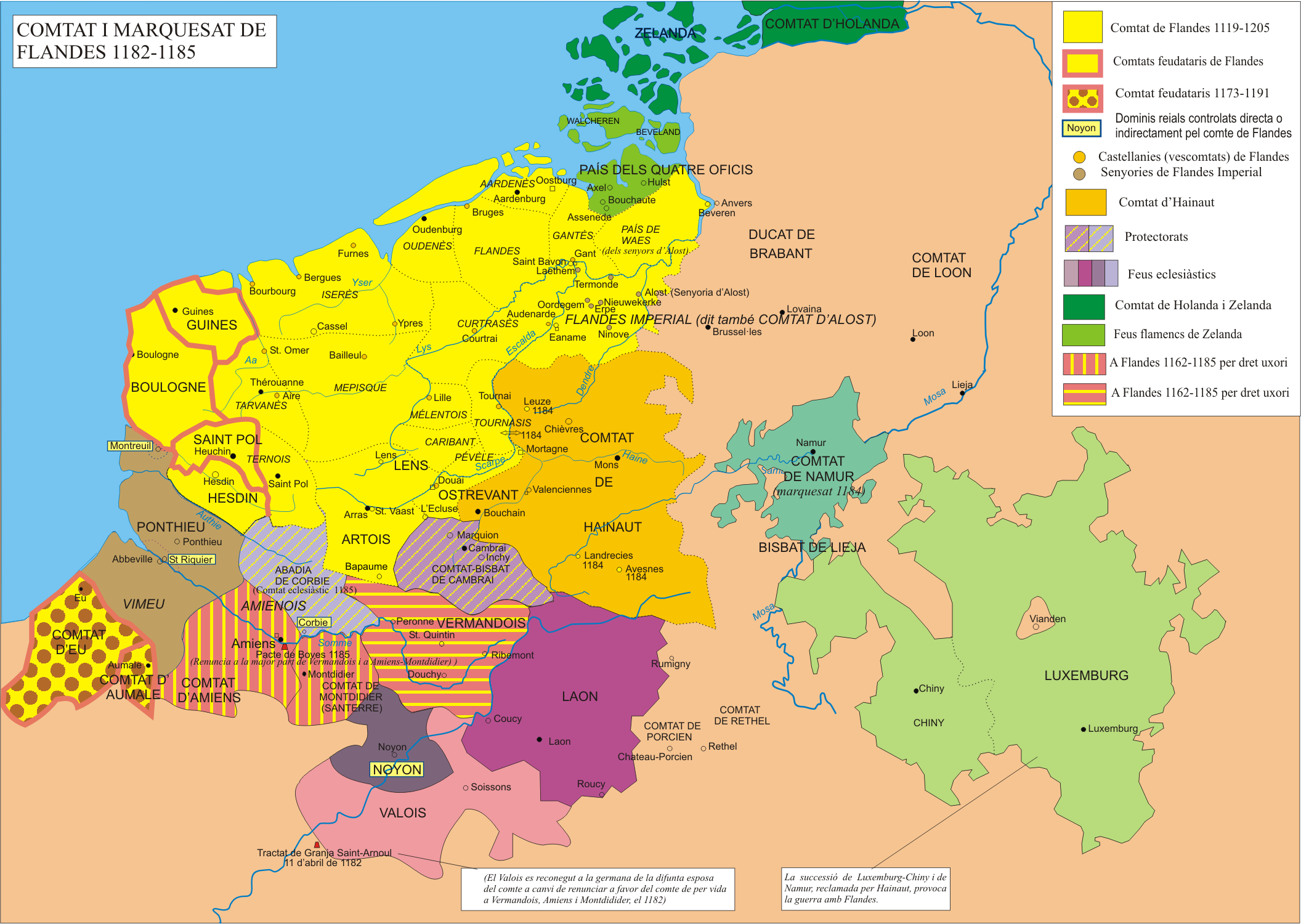
Flandes 1182-1185
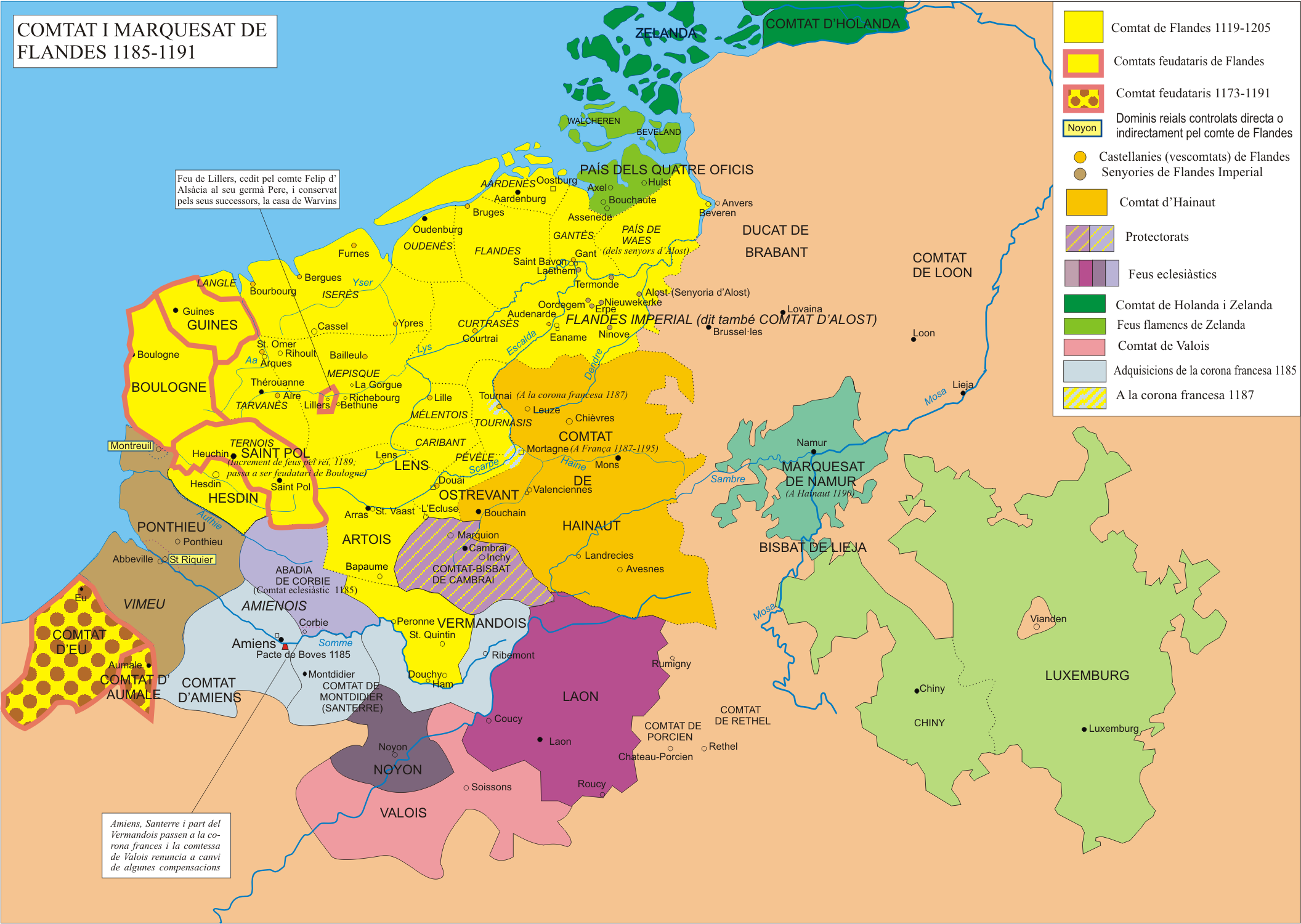
Flandes 1185-1191
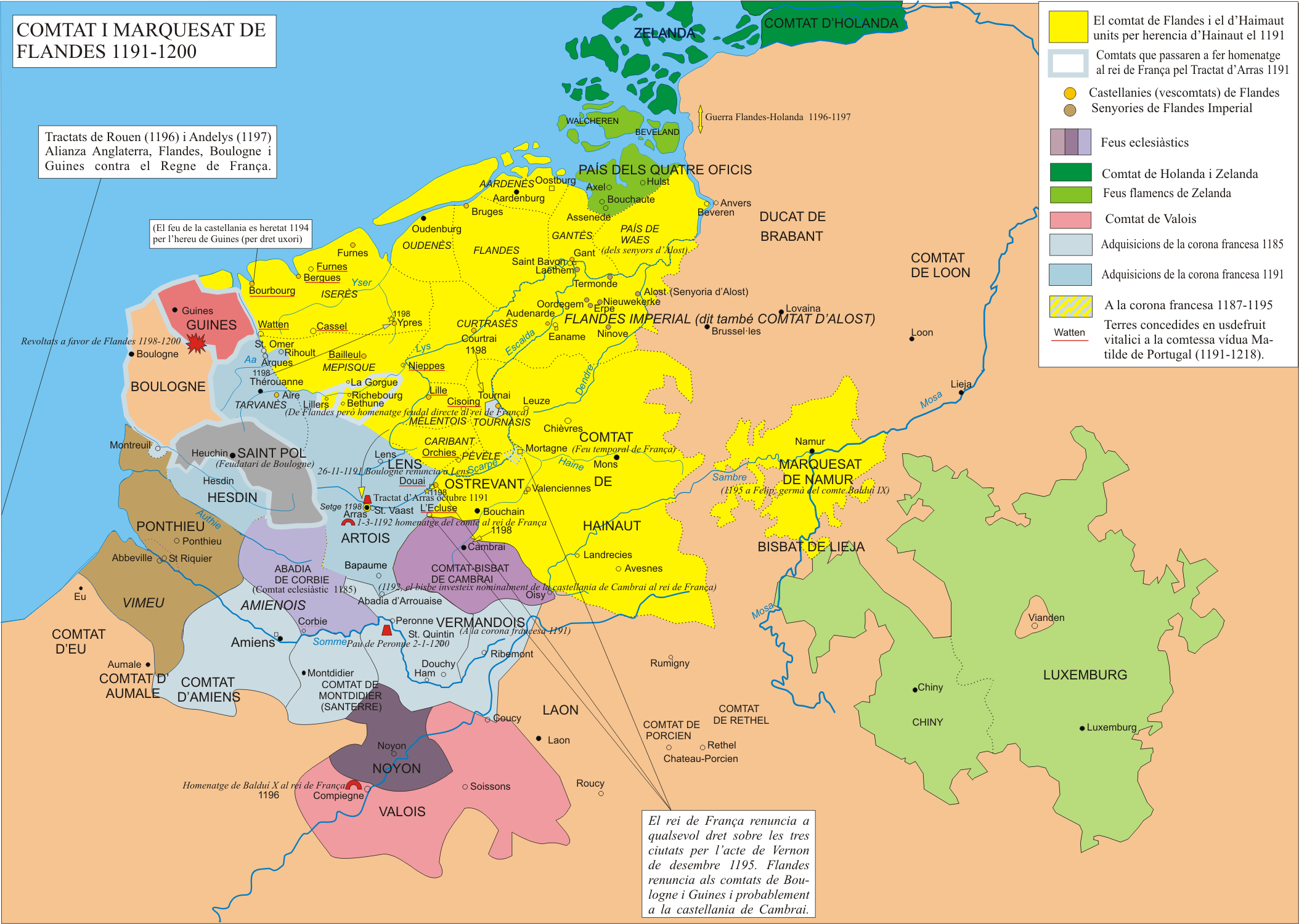
Flandes 1191-1200
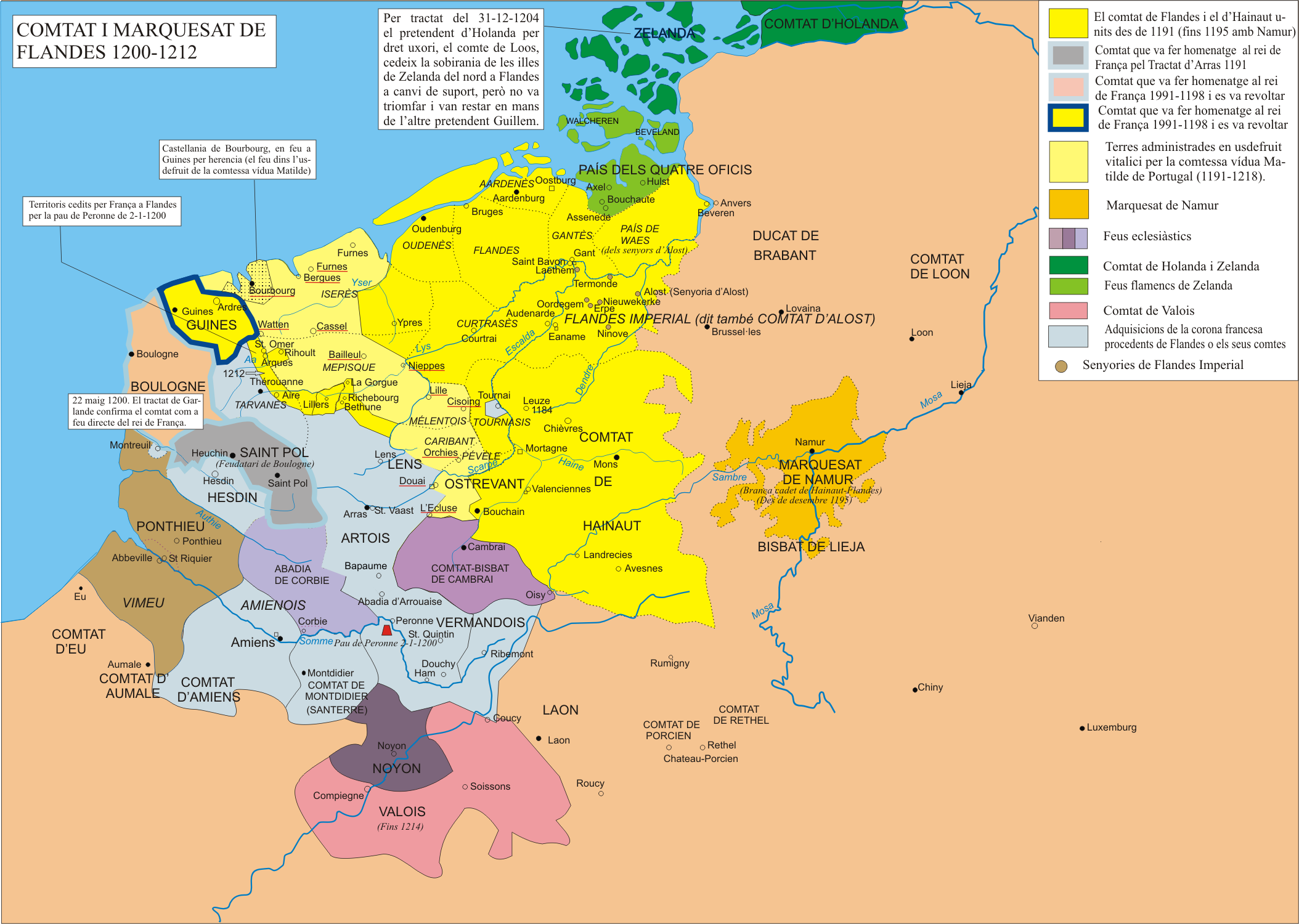
Flandes 1200-1212
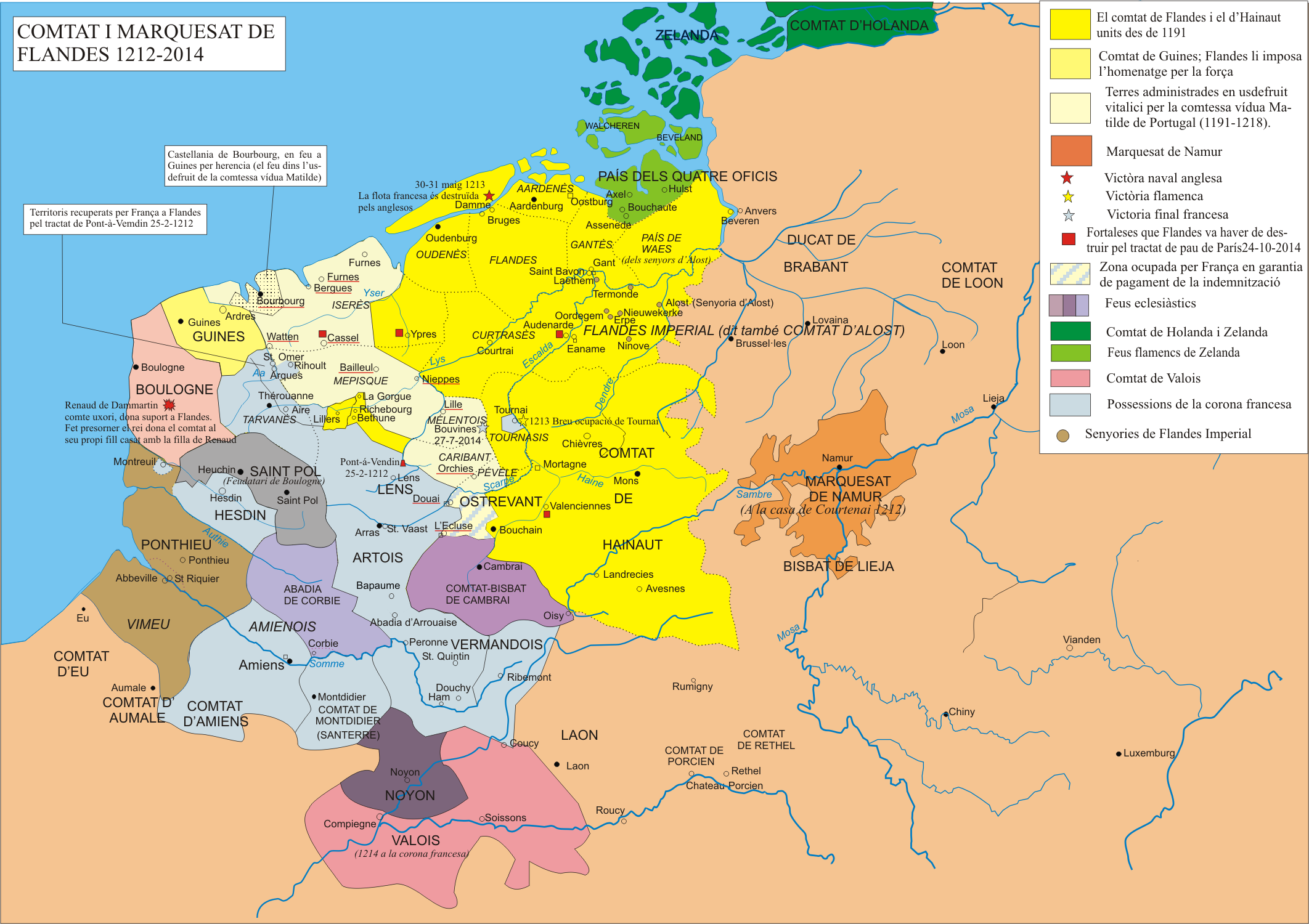
Flandes 1212-1214
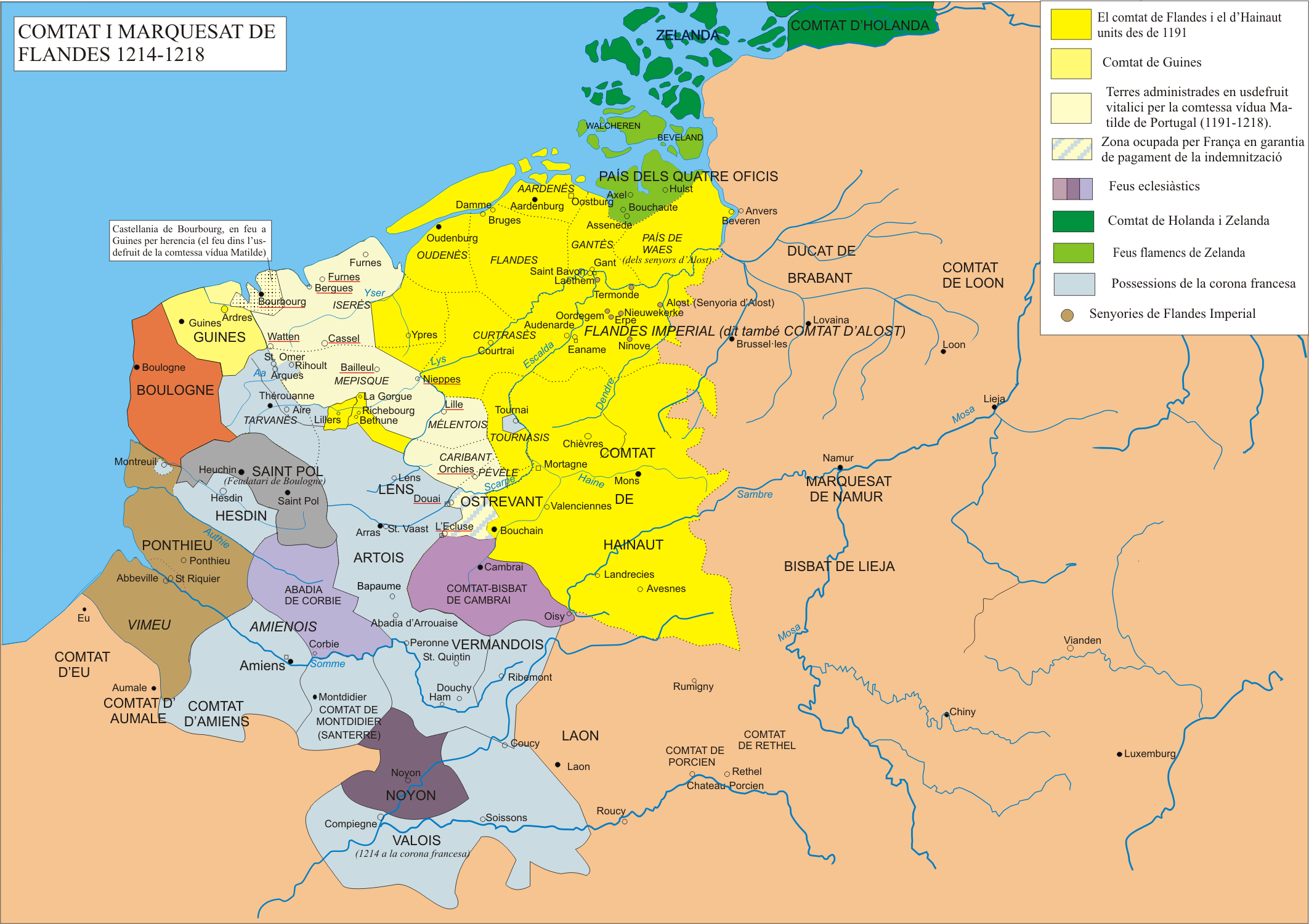
Flandes 1214-1218
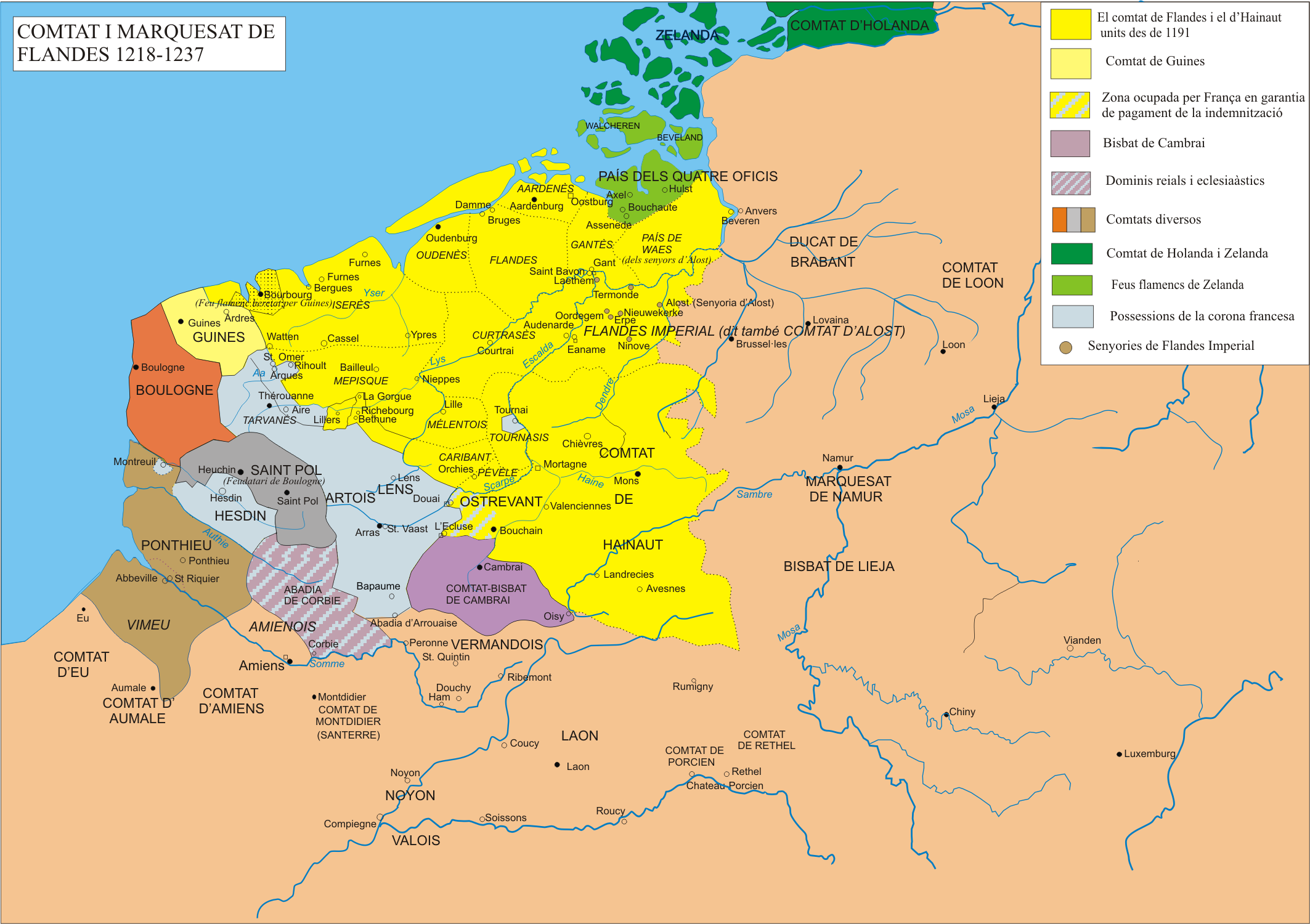
Flandes 1218-1237
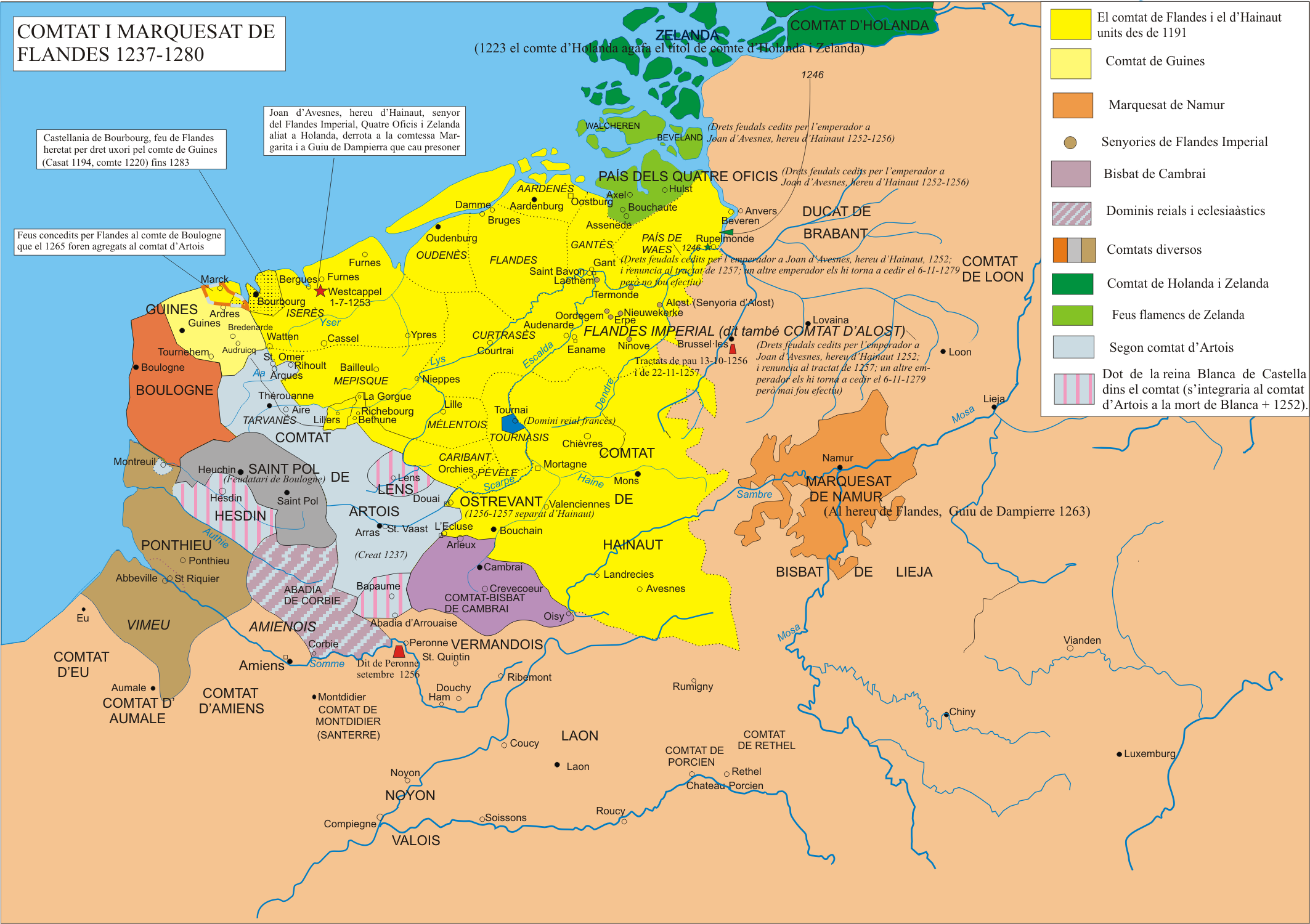
Flandes 1237-1280
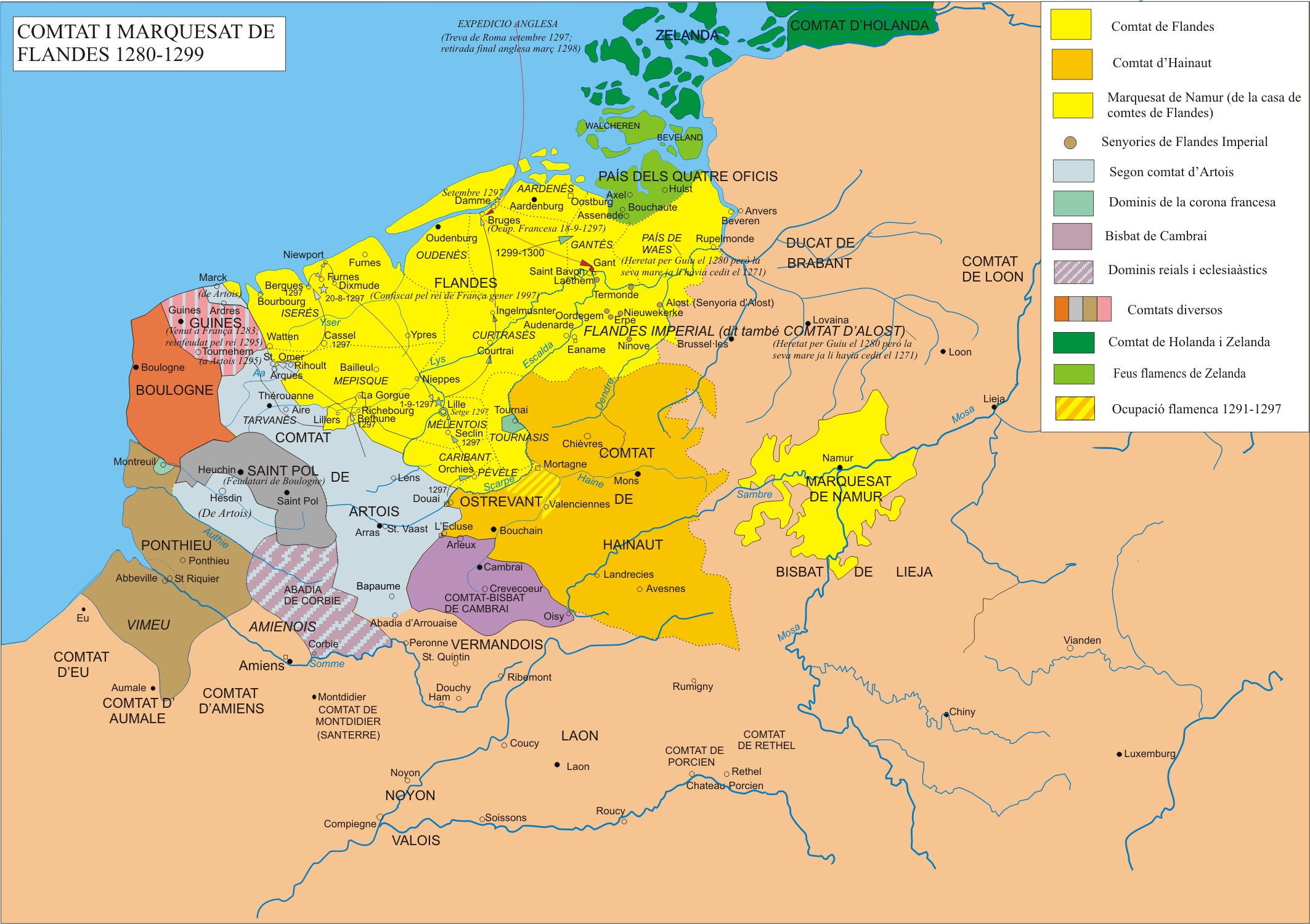
Flandes 1280-1299
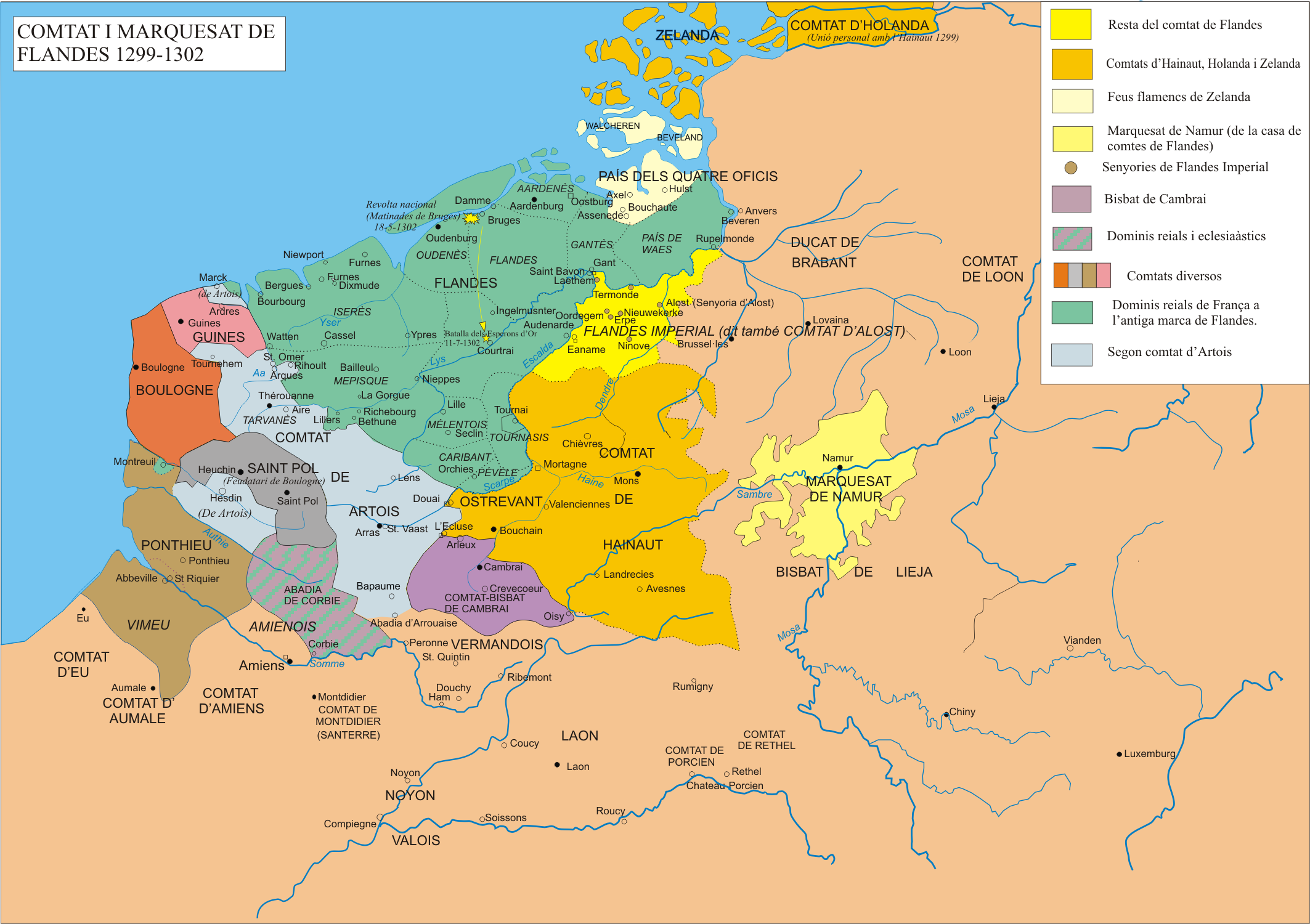
Flandes 1299-1302
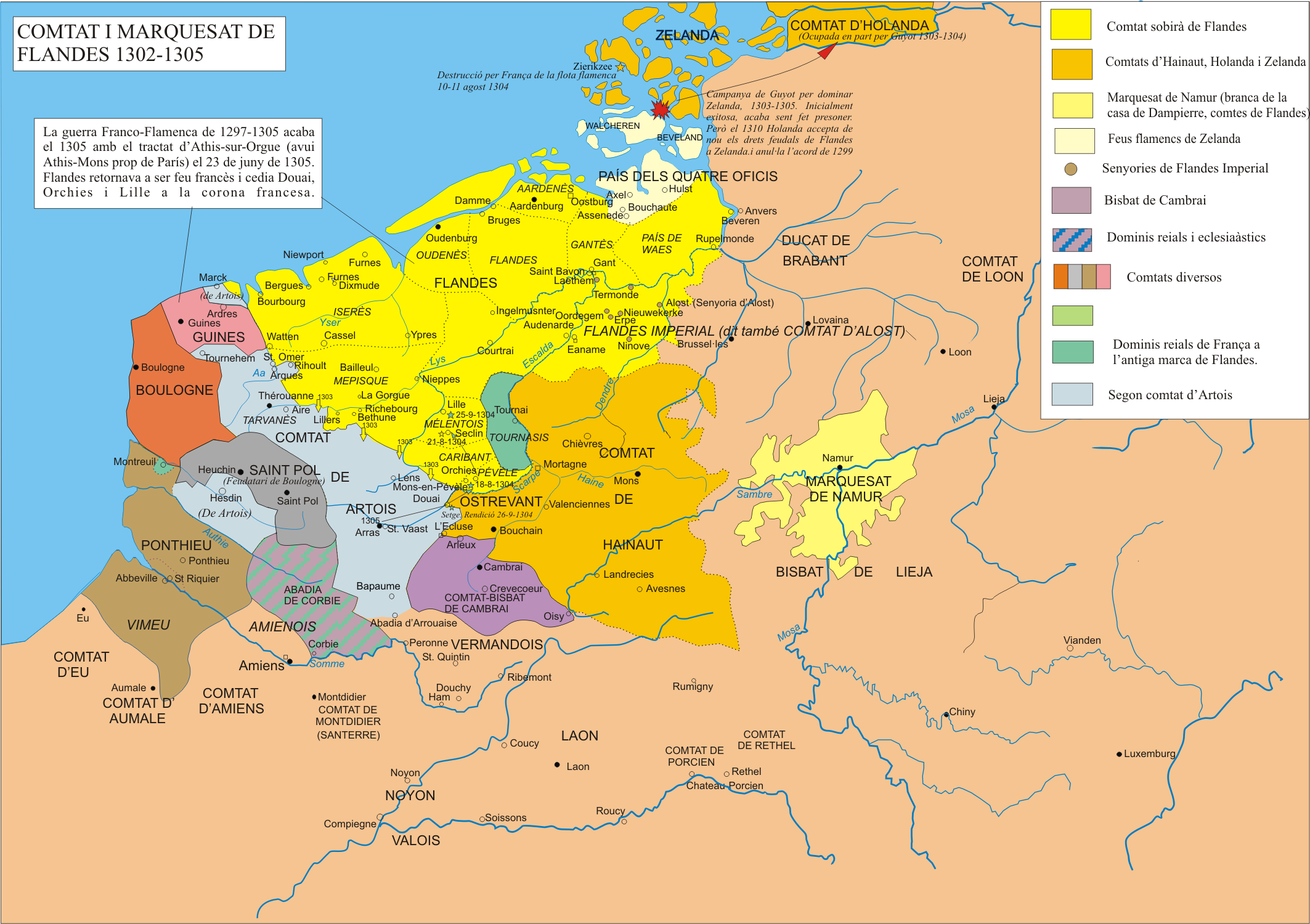
Flandes 1302-1305
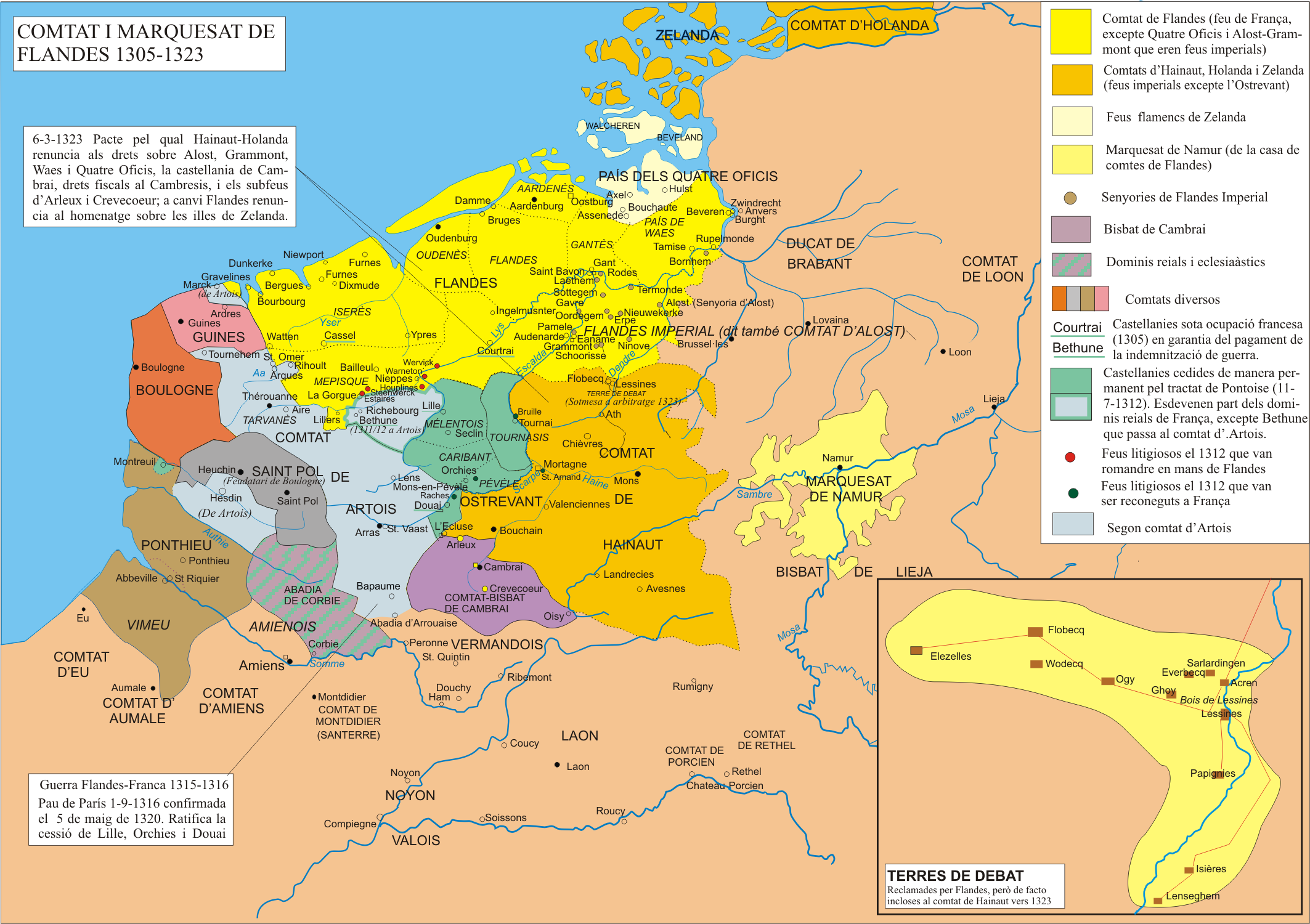
Flandes 1305-1323
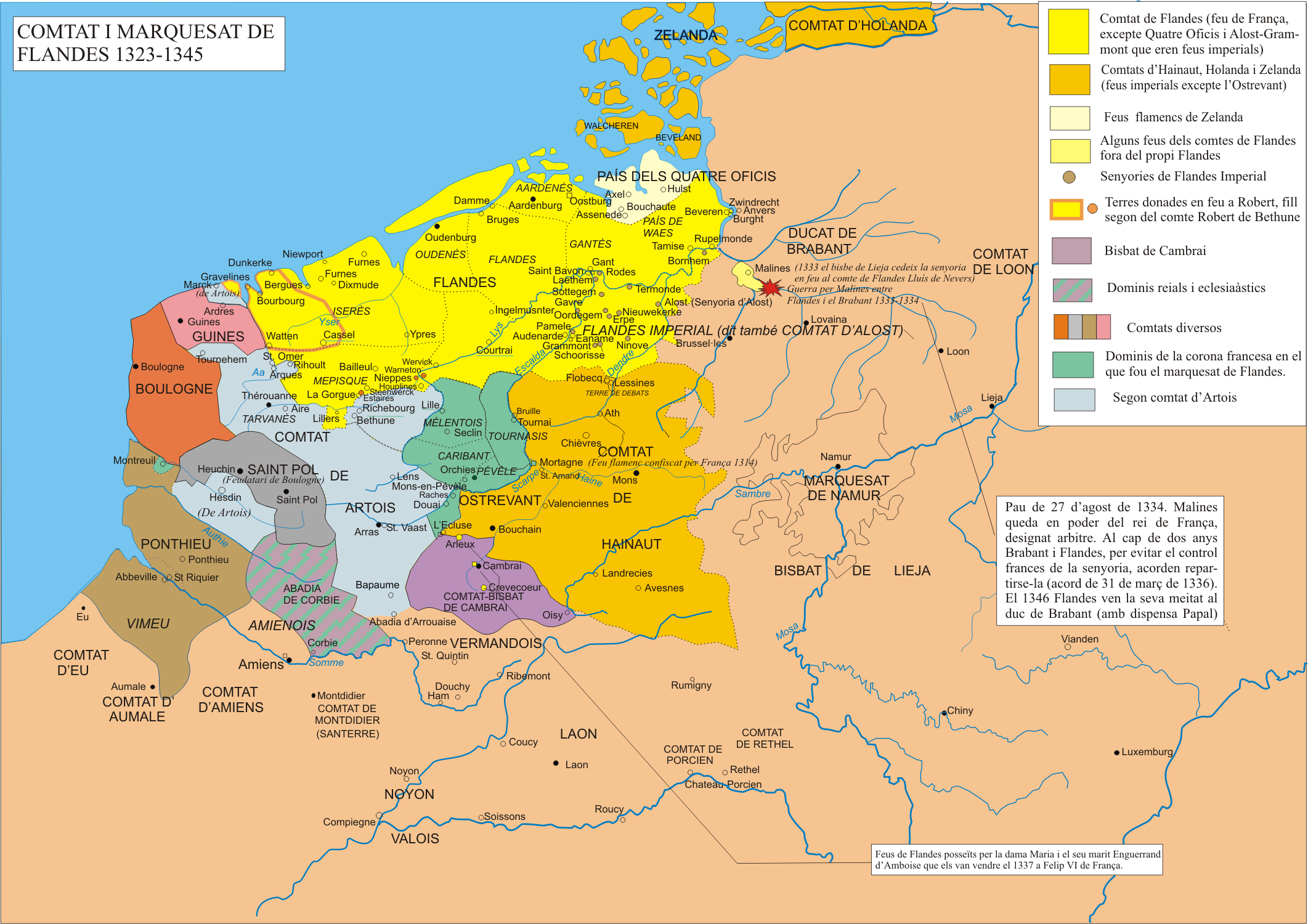
Flandes 1323-1345
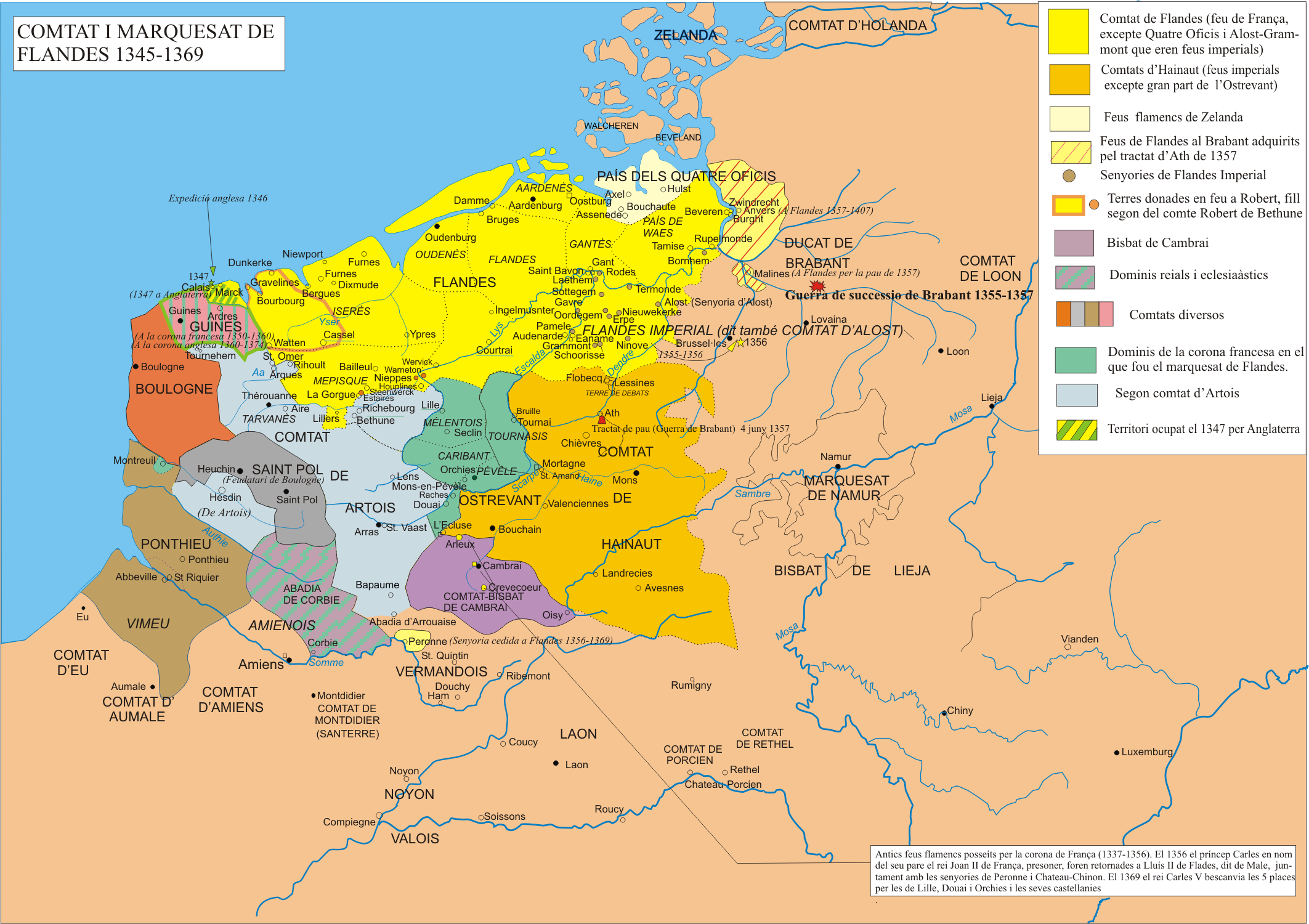
Flandes 1345-1369
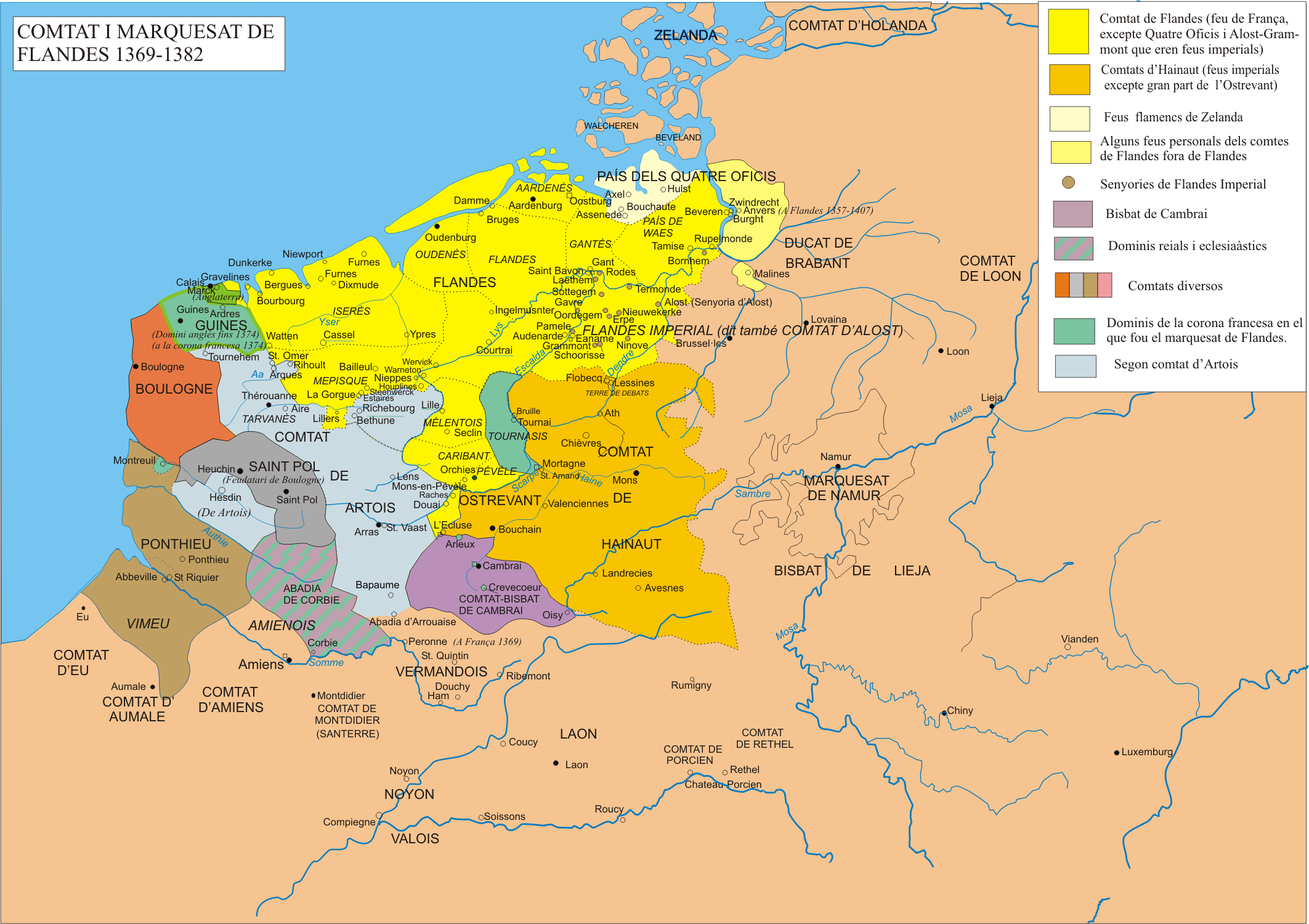
Flandes 1369-1382
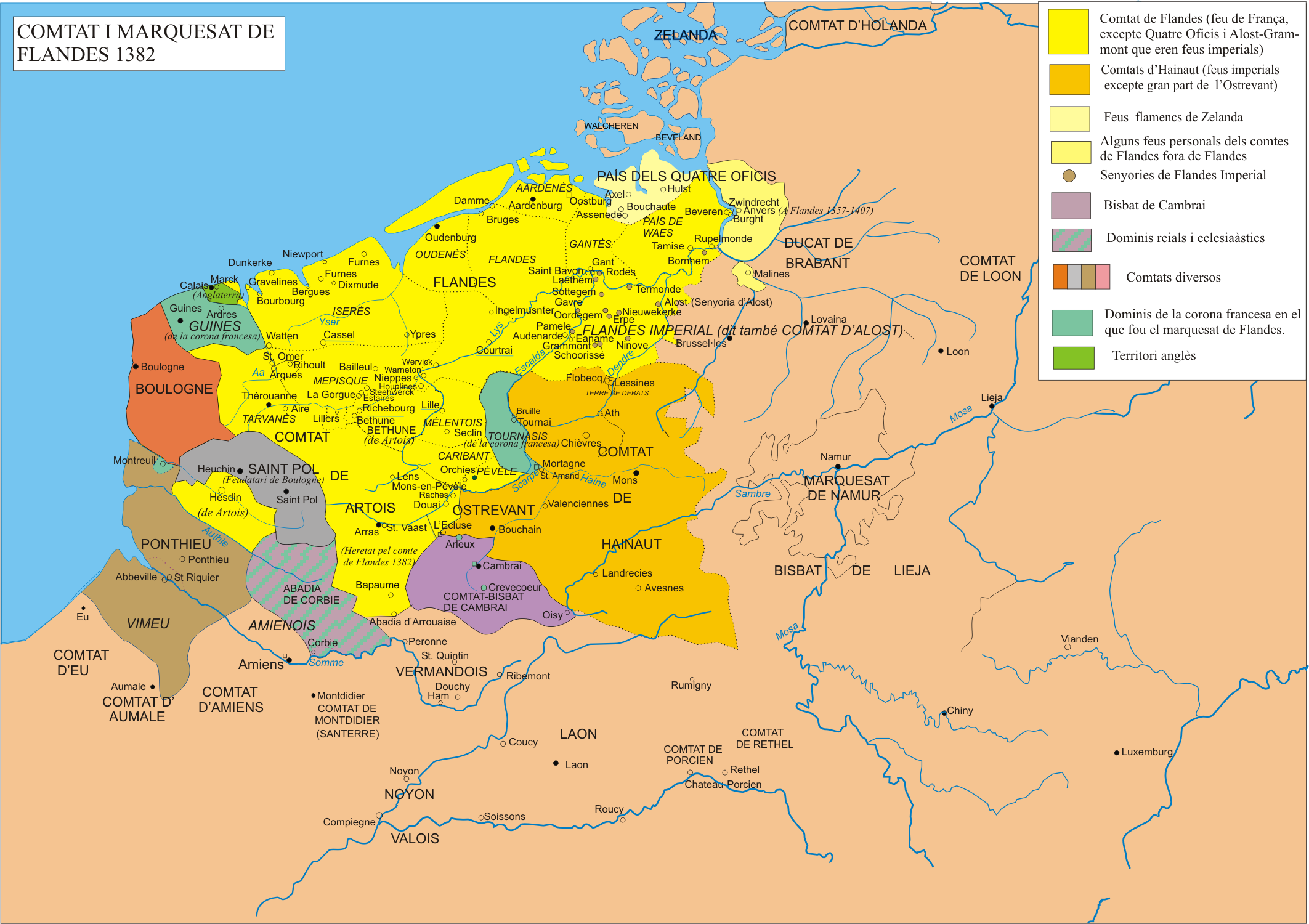
Flandes 1382